# Lista de asteroides (1001-2000)
Esta é uma lista parcial de asteroides, do asteroide número 1001 até o 2000, inclusive. Veja também o índice com todas as listas disponíveis.

| Objeto Próximos à Terra | Cinturão de asteroides (interno) | Cinturão de asteroides (externo) | Centauro       |
| Cruzador de Marte       | Cinturão de asteroides (meio)    | Troianos de Júpiter              | Transnetuniano |

Veja mais dados de cada asteroide na ligação externa para o Minor Planet Center na última coluna.
Índice: 1001... 1101... 1201... 1301... 1401... 1501... 1601... 1701... 1801... 1901... 

## 1001–1100
| Designação       | Designação | Descoberta  | Descoberta           | Descobridor(es)          | Categoria | Mais informações / Referência |
| Permanente       | Provisória | Data        | Local                | Descobridor(es)          | Categoria | Mais informações / Referência |
| ---------------- | ---------- | ----------- | -------------------- | ------------------------ | --------- | ----------------------------- |
| 1001 Gaussia     | 1923 OA    | 8 ago 1923  | Crimea-Simeis        | S. Belyavskyj            | —         | MPC                           |
| 1002 Olbersia    | 1923 OB    | 15 ago 1923 | Crimea-Simeis        | V. Albitskij             | —         | MPC                           |
| 1003 Lilofee     | 1923 OK    | 13 set 1923 | Heidelberg           | K. Reinmuth              | —         | MPC                           |
| 1004 Belopolskya | 1923 OS    | 5 set 1923  | Crimea-Simeis        | S. Belyavskyj            | —         | MPC                           |
| 1005 Arago       | 1923 OT    | 5 set 1923  | Crimea-Simeis        | S. Belyavskyj            | —         | MPC                           |
| 1006 Lagrangea   | 1923 OU    | 12 set 1923 | Crimea-Simeis        | S. Belyavskyj            | —         | MPC                           |
| 1007 Pawlowia    | 1923 OX    | 5 out 1923  | Crimea-Simeis        | V. Albitskij             | —         | MPC                           |
| 1008 La Paz      | 1923 PD    | 31 out 1923 | Heidelberg           | M. F. Wolf               | —         | MPC                           |
| 1009 Sirene      | 1923 PE    | 31 out 1923 | Heidelberg           | K. Reinmuth              | —         | MPC                           |
| 1010 Marlene     | 1923 PF    | 12 nov 1923 | Heidelberg           | K. Reinmuth              | —         | MPC                           |
| 1011 Laodamia    | 1924 PK    | 5 jan 1924  | Heidelberg           | K. Reinmuth              | —         | MPC                           |
| 1012 Sarema      | 1924 PM    | 12 jan 1924 | Heidelberg           | K. Reinmuth              | —         | MPC                           |
| 1013 Tombecka    | 1924 PQ    | 17 jan 1924 | Algiers              | B. Jekhovsky             | Pallas    | MPC                           |
| 1014 Semphyra    | 1924 PW    | 29 jan 1924 | Heidelberg           | K. Reinmuth              | —         | MPC                           |
| 1015 Christa     | 1924 QF    | 31 jan 1924 | Heidelberg           | K. Reinmuth              | —         | MPC                           |
| 1016 Anitra      | 1924 QG    | 31 jan 1924 | Heidelberg           | K. Reinmuth              | —         | MPC                           |
| 1017 Jacqueline  | 1924 QL    | 4 fev 1924  | Algiers              | B. Jekhovsky             | —         | MPC                           |
| 1018 Arnolda     | 1924 QM    | 3 mar 1924  | Heidelberg           | K. Reinmuth              | —         | MPC                           |
| 1019 Strackea    | 1924 QN    | 3 mar 1924  | Heidelberg           | K. Reinmuth              | —         | MPC                           |
| 1020 Arcadia     | 1924 QV    | 7 mar 1924  | Heidelberg           | K. Reinmuth              | —         | MPC                           |
| 1021 Flammario   | 1924 RG    | 11 mar 1924 | Heidelberg           | M. F. Wolf               | —         | MPC                           |
| 1022 Olympiada   | 1924 RT    | 23 jun 1924 | Crimea-Simeis        | V. Albitskij             | —         | MPC                           |
| 1023 Thomana     | 1924 RU    | 25 jun 1924 | Heidelberg           | K. Reinmuth              | —         | MPC                           |
| 1024 Hale        | 1923 YO13  | 2 dez 1923  | Williams Bay         | G. Van Biesbroeck        | —         | MPC                           |
| 1025 Riema       | 1923 NX    | 12 ago 1923 | Heidelberg           | K. Reinmuth              | —         | MPC                           |
| 1026 Ingrid      | 1923 NY    | 13 ago 1923 | Heidelberg           | K. Reinmuth              | —         | MPC                           |
| 1027 Aesculapia  | 1923 YO11  | 11 nov 1923 | Williams Bay         | G. Van Biesbroeck        | —         | MPC                           |
| 1028 Lydina      | 1923 PG    | 6 nov 1923  | Crimea-Simeis        | V. Albitskij             | —         | MPC                           |
| 1029 La Plata    | 1924 RK    | 28 abr 1924 | La Plata Observatory | J. Hartmann              | —         | MPC                           |
| 1030 Vitja       | 1924 RQ    | 25 mai 1924 | Crimea-Simeis        | V. Albitskij             | —         | MPC                           |
| 1031 Arctica     | 1924 RR    | 6 jun 1924  | Crimea-Simeis        | S. Belyavskyj            | —         | MPC                           |
| 1032 Pafuri      | 1924 SA    | 30 mai 1924 | Johannesburg         | H. E. Wood               | —         | MPC                           |
| 1033 Simona      | 1924 SM    | 4 set 1924  | Williams Bay         | G. Van Biesbroeck        | Brangane  | MPC                           |
| 1034 Mozartia    | 1924 SS    | 7 set 1924  | Crimea-Simeis        | V. Albitskij             | —         | MPC                           |
| 1035 Amata       | 1924 SW    | 29 set 1924 | Heidelberg           | K. Reinmuth              | —         | MPC                           |
| 1036 Ganymed     | 1924 TD    | 23 out 1924 | Hamburg-Bergedorf    | W. Baade                 | —         | MPC                           |
| 1037 Davidweilla | 1924 TF    | 29 out 1924 | Algiers              | B. Jekhovsky             | —         | MPC                           |
| 1038 Tuckia      | 1924 TK    | 24 nov 1924 | Heidelberg           | M. F. Wolf               | —         | MPC                           |
| 1039 Sonneberga  | 1924 TL    | 24 nov 1924 | Heidelberg           | M. F. Wolf               | —         | MPC                           |
| 1040 Klumpkea    | 1925 BD    | 20 jan 1925 | Algiers              | B. Jekhovsky             | —         | MPC                           |
| 1041 Asta        | 1925 FA    | 22 mar 1925 | Heidelberg           | K. Reinmuth              | —         | MPC                           |
| 1042 Amazone     | 1925 HA    | 22 abr 1925 | Heidelberg           | K. Reinmuth              | —         | MPC                           |
| 1043 Beate       | 1925 HB    | 22 abr 1925 | Heidelberg           | K. Reinmuth              | —         | MPC                           |
| 1044 Teutonia    | 1924 RO    | 10 mai 1924 | Heidelberg           | K. Reinmuth              | —         | MPC                           |
| 1045 Michela     | 1924 TR    | 19 nov 1924 | Williams Bay         | G. Van Biesbroeck        | Mitidika  | MPC                           |
| 1046 Edwin       | 1924 UA    | 1 dez 1924  | Williams Bay         | G. Van Biesbroeck        | —         | MPC                           |
| 1047 Geisha      | 1924 TE    | 17 nov 1924 | Heidelberg           | K. Reinmuth              | —         | MPC                           |
| 1048 Feodosia    | 1924 TP    | 29 nov 1924 | Heidelberg           | K. Reinmuth              | —         | MPC                           |
| 1049 Gotho       | 1925 RB    | 14 set 1925 | Heidelberg           | K. Reinmuth              | —         | MPC                           |
| 1050 Meta        | 1925 RC    | 14 set 1925 | Heidelberg           | K. Reinmuth              | Phocaea   | MPC                           |
| 1051 Merope      | 1925 SA    | 16 set 1925 | Heidelberg           | K. Reinmuth              | —         | MPC                           |
| 1052 Belgica     | 1925 VD    | 15 nov 1925 | Uccle                | E. Delporte              | —         | MPC                           |
| 1053 Vigdis      | 1925 WA    | 16 nov 1925 | Heidelberg           | M. F. Wolf               | —         | MPC                           |
| 1054 Forsytia    | 1925 WD    | 20 nov 1925 | Heidelberg           | K. Reinmuth              | —         | MPC                           |
| 1055 Tynka       | 1925 WG    | 17 nov 1925 | Algiers              | E. Buchar                | —         | MPC                           |
| 1056 Azalea      | 1924 QD    | 31 jan 1924 | Heidelberg           | K. Reinmuth              | —         | MPC                           |
| 1057 Wanda       | 1925 QB    | 16 ago 1925 | Crimea-Simeis        | G. Shajn                 | —         | MPC                           |
| 1058 Grubba      | 1925 MA    | 22 jun 1925 | Crimea-Simeis        | G. Shajn                 | —         | MPC                           |
| 1059 Mussorgskia | 1925 OA    | 19 jul 1925 | Crimea-Simeis        | V. Albitskij             | —         | MPC                           |
| 1060 Magnolia    | 1925 PA    | 13 ago 1925 | Heidelberg           | K. Reinmuth              | —         | MPC                           |
| 1061 Paeonia     | 1925 TB    | 10 out 1925 | Heidelberg           | K. Reinmuth              | —         | MPC                           |
| 1062 Ljuba       | 1925 TD    | 11 out 1925 | Crimea-Simeis        | S. Belyavskyj            | —         | MPC                           |
| 1063 Aquilegia   | 1925 XA    | 6 dez 1925  | Heidelberg           | K. Reinmuth              | —         | MPC                           |
| 1064 Aethusa     | 1926 PA    | 2 ago 1926  | Heidelberg           | K. Reinmuth              | —         | MPC                           |
| 1065 Amundsenia  | 1926 PD    | 4 ago 1926  | Crimea-Simeis        | S. Belyavskyj            | —         | MPC                           |
| 1066 Lobelia     | 1926 RA    | 1 set 1926  | Heidelberg           | K. Reinmuth              | —         | MPC                           |
| 1067 Lunaria     | 1926 RG    | 9 set 1926  | Heidelberg           | K. Reinmuth              | Eos       | MPC                           |
| 1068 Nofretete   | 1926 RK    | 13 set 1926 | Uccle                | E. Delporte              | —         | MPC                           |
| 1069 Planckia    | 1927 BC    | 28 jan 1927 | Heidelberg           | M. F. Wolf               | —         | MPC                           |
| 1070 Tunica      | 1926 RB    | 1 set 1926  | Heidelberg           | K. Reinmuth              | —         | MPC                           |
| 1071 Brita       | 1924 RE    | 3 mar 1924  | Crimea-Simeis        | V. Albitskij             | —         | MPC                           |
| 1072 Malva       | 1926 TA    | 4 out 1926  | Heidelberg           | K. Reinmuth              | —         | MPC                           |
| 1073 Gellivara   | 1923 OW    | 14 set 1923 | Vienna               | J. Palisa                | —         | MPC                           |
| 1074 Beljawskya  | 1925 BE    | 26 jan 1925 | Crimea-Simeis        | S. Belyavskyj            | —         | MPC                           |
| 1075 Helina      | 1926 SC    | 29 set 1926 | Crimea-Simeis        | G. N. Neujmin            | Brangane  | MPC                           |
| 1076 Viola       | 1926 TE    | 5 out 1926  | Heidelberg           | K. Reinmuth              | —         | MPC                           |
| 1077 Campanula   | 1926 TK    | 6 out 1926  | Heidelberg           | K. Reinmuth              | —         | MPC                           |
| 1078 Mentha      | 1926 XB    | 7 dez 1926  | Heidelberg           | K. Reinmuth              | —         | MPC                           |
| 1079 Mimosa      | 1927 AD    | 14 jan 1927 | Williams Bay         | G. Van Biesbroeck        | —         | MPC                           |
| 1080 Orchis      | 1927 QB    | 30 ago 1927 | Heidelberg           | K. Reinmuth              | —         | MPC                           |
| 1081 Reseda      | 1927 QF    | 31 ago 1927 | Heidelberg           | K. Reinmuth              | —         | MPC                           |
| 1082 Pirola      | 1927 UC    | 28 out 1927 | Heidelberg           | K. Reinmuth              | —         | MPC                           |
| 1083 Salvia      | 1928 BC    | 26 jan 1928 | Heidelberg           | K. Reinmuth              | —         | MPC                           |
| 1084 Tamariwa    | 1926 CC    | 12 fev 1926 | Crimea-Simeis        | S. Belyavskyj            | —         | MPC                           |
| 1085 Amaryllis   | 1927 QH    | 31 ago 1927 | Heidelberg           | K. Reinmuth              | —         | MPC                           |
| 1086 Nata        | 1927 QL    | 25 ago 1927 | Crimea-Simeis        | S. Belyavskyj, N. Ivanov | —         | MPC                           |
| 1087 Arabis      | 1927 RD    | 2 set 1927  | Heidelberg           | K. Reinmuth              | Brangane  | MPC                           |
| 1088 Mitaka      | 1927 WA    | 17 nov 1927 | Tokyo                | O. Oikawa                | —         | MPC                           |
| 1089 Tama        | 1927 WB    | 17 nov 1927 | Tokyo                | O. Oikawa                | —         | MPC                           |
| 1090 Sumida      | 1928 DG    | 20 fev 1928 | Tokyo                | O. Oikawa                | —         | MPC                           |
| 1091 Spiraea     | 1928 DT    | 26 fev 1928 | Heidelberg           | K. Reinmuth              | —         | MPC                           |
| 1092 Lilium      | 1924 PN    | 12 jan 1924 | Heidelberg           | K. Reinmuth              | —         | MPC                           |
| 1093 Freda       | 1925 LA    | 15 jun 1925 | Algiers              | B. Jekhovsky             | —         | MPC                           |
| 1094 Siberia     | 1926 CB    | 12 fev 1926 | Crimea-Simeis        | S. Belyavskyj            | Phocaea   | MPC                           |
| 1095 Tulipa      | 1926 GS    | 14 abr 1926 | Heidelberg           | K. Reinmuth              | Brangane  | MPC                           |
| 1096 Reunerta    | 1928 OB    | 21 jul 1928 | Johannesburg         | H. E. Wood               | —         | MPC                           |
| 1097 Vicia       | 1928 PC    | 11 ago 1928 | Heidelberg           | K. Reinmuth              | —         | MPC                           |
| 1098 Hakone      | 1928 RJ    | 5 set 1928  | Tokyo                | O. Oikawa                | —         | MPC                           |
| 1099 Figneria    | 1928 RQ    | 13 set 1928 | Crimea-Simeis        | G. N. Neujmin            | —         | MPC                           |
| 1100 Arnica      | 1928 SD    | 22 set 1928 | Heidelberg           | K. Reinmuth              | —         | MPC                           |

## 1101–1200
| Designação        | Designação | Descoberta  | Descoberta        | Descobridor(es)          | Categoria | Mais informações / Referência |
| Permanente        | Provisória | Data        | Local             | Descobridor(es)          | Categoria | Mais informações / Referência |
| ----------------- | ---------- | ----------- | ----------------- | ------------------------ | --------- | ----------------------------- |
| 1101 Clematis     | 1928 SJ    | 22 set 1928 | Heidelberg        | K. Reinmuth              | —         | MPC                           |
| 1102 Pepita       | 1928 VA    | 5 nov 1928  | Barcelona         | J. Comas i Solà          | —         | MPC                           |
| 1103 Sequoia      | 1928 VB    | 9 nov 1928  | Hamburg-Bergedorf | W. Baade                 | Juno      | MPC                           |
| 1104 Syringa      | 1928 XA    | 9 dez 1928  | Heidelberg        | K. Reinmuth              | —         | MPC                           |
| 1105 Fragaria     | 1929 AB    | 1 jan 1929  | Heidelberg        | K. Reinmuth              | Brangane  | MPC                           |
| 1106 Cydonia      | 1929 CW    | 5 fev 1929  | Heidelberg        | K. Reinmuth              | Phocaea   | MPC                           |
| 1107 Lictoria     | 1929 FB    | 30 mar 1929 | Pino Torinese     | L. Volta                 | Ursula    | MPC                           |
| 1108 Demeter      | 1929 KA    | 31 mai 1929 | Heidelberg        | K. Reinmuth              | —         | MPC                           |
| 1109 Tata         | 1929 CU    | 5 fev 1929  | Heidelberg        | K. Reinmuth              | Ursula    | MPC                           |
| 1110 Jaroslawa    | 1928 PD    | 10 ago 1928 | Crimea-Simeis     | G. N. Neujmin            | —         | MPC                           |
| 1111 Reinmuthia   | 1927 CO    | 11 fev 1927 | Heidelberg        | K. Reinmuth              | —         | MPC                           |
| 1112 Polonia      | 1928 PE    | 15 ago 1928 | Crimea-Simeis     | P. F. Shajn              | Brangane  | MPC                           |
| 1113 Katja        | 1928 QC    | 15 ago 1928 | Crimea-Simeis     | P. F. Shajn              | —         | MPC                           |
| 1114 Lorraine     | 1928 WA    | 17 nov 1928 | Nice              | A. Schaumasse            | —         | MPC                           |
| 1115 Sabauda      | 1928 XC    | 13 dez 1928 | Pino Torinese     | L. Volta                 | —         | MPC                           |
| 1116 Catriona     | 1929 GD    | 5 abr 1929  | Johannesburg      | C. Jackson               | —         | MPC                           |
| 1117 Reginita     | 1927 KA    | 24 mai 1927 | Barcelona         | J. Comas i Solà          | —         | MPC                           |
| 1118 Hanskya      | 1927 QD    | 29 ago 1927 | Crimea-Simeis     | S. Belyavskyj, N. Ivanov | —         | MPC                           |
| 1119 Euboea       | 1927 UB    | 27 out 1927 | Heidelberg        | K. Reinmuth              | —         | MPC                           |
| 1120 Cannonia     | 1928 RV    | 11 set 1928 | Crimea-Simeis     | P. F. Shajn              | —         | MPC                           |
| 1121 Natascha     | 1928 RZ    | 11 set 1928 | Crimea-Simeis     | P. F. Shajn              | —         | MPC                           |
| 1122 Neith        | 1928 SB    | 17 set 1928 | Uccle             | E. Delporte              | —         | MPC                           |
| 1123 Shapleya     | 1928 ST    | 21 set 1928 | Crimea-Simeis     | G. N. Neujmin            | —         | MPC                           |
| 1124 Stroobantia  | 1928 TB    | 6 out 1928  | Uccle             | E. Delporte              | —         | MPC                           |
| 1125 China        | 1957 UN1   | 30 out 1957 | Nanking           | Purple Mountain Obs.     | —         | MPC                           |
| 1126 Otero        | 1929 AC    | 11 jan 1929 | Heidelberg        | K. Reinmuth              | —         | MPC                           |
| 1127 Mimi         | 1929 AJ    | 13 jan 1929 | Uccle             | S. Arend                 | —         | MPC                           |
| 1128 Astrid       | 1929 EB    | 10 mar 1929 | Uccle             | E. Delporte              | Themis    | MPC                           |
| 1129 Neujmina     | 1929 PH    | 8 ago 1929  | Crimea-Simeis     | P. Parchomenko           | Brangane  | MPC                           |
| 1130 Skuld        | 1929 RC    | 2 set 1929  | Heidelberg        | K. Reinmuth              | —         | MPC                           |
| 1131 Porzia       | 1929 RO    | 10 set 1929 | Heidelberg        | K. Reinmuth              | —         | MPC                           |
| 1132 Hollandia    | 1929 RB1   | 13 set 1929 | Johannesburg      | H. van Gent              | —         | MPC                           |
| 1133 Lugduna      | 1929 RC1   | 13 set 1929 | Johannesburg      | H. van Gent              | —         | MPC                           |
| 1134 Kepler       | 1929 SA    | 25 set 1929 | Heidelberg        | M. F. Wolf               | —         | MPC                           |
| 1135 Colchis      | 1929 TA    | 3 out 1929  | Crimea-Simeis     | G. N. Neujmin            | —         | MPC                           |
| 1136 Mercedes     | 1929 UA    | 30 out 1929 | Barcelona         | J. Comas i Solà          | —         | MPC                           |
| 1137 Raissa       | 1929 WB    | 27 out 1929 | Crimea-Simeis     | G. N. Neujmin            | —         | MPC                           |
| 1138 Attica       | 1929 WF    | 22 nov 1929 | Heidelberg        | K. Reinmuth              | —         | MPC                           |
| 1139 Atami        | 1929 XE    | 1 dez 1929  | Tokyo             | O. Oikawa, K. Kubokawa   | —         | MPC                           |
| 1140 Crimea       | 1929 YC    | 30 dez 1929 | Crimea-Simeis     | G. N. Neujmin            | —         | MPC                           |
| 1141 Bohmia       | 1930 AA    | 4 jan 1930  | Heidelberg        | M. F. Wolf               | —         | MPC                           |
| 1142 Aetolia      | 1930 BC    | 24 jan 1930 | Heidelberg        | K. Reinmuth              | —         | MPC                           |
| 1143 Odysseus     | 1930 BH    | 28 jan 1930 | Heidelberg        | K. Reinmuth              | Vesta     | MPC                           |
| 1144 Oda          | 1930 BJ    | 28 jan 1930 | Heidelberg        | K. Reinmuth              | Juno      | MPC                           |
| 1145 Robelmonte   | 1929 CC    | 3 fev 1929  | Uccle             | E. Delporte              | —         | MPC                           |
| 1146 Biarmia      | 1929 JF    | 7 mai 1929  | Crimea-Simeis     | G. N. Neujmin            | —         | MPC                           |
| 1147 Stavropolis  | 1929 LF    | 11 jun 1929 | Crimea-Simeis     | G. N. Neujmin            | —         | MPC                           |
| 1148 Rarahu       | 1929 NA    | 5 jul 1929  | Crimea-Simeis     | A. Deutsch               | Brangane  | MPC                           |
| 1149 Volga        | 1929 PF    | 1 ago 1929  | Crimea-Simeis     | E. Skvorcov              | —         | MPC                           |
| 1150 Achaia       | 1929 RB    | 2 set 1929  | Heidelberg        | K. Reinmuth              | —         | MPC                           |
| 1151 Ithaka       | 1929 RK    | 8 set 1929  | Heidelberg        | K. Reinmuth              | —         | MPC                           |
| 1152 Pawona       | 1930 AD    | 8 jan 1930  | Heidelberg        | K. Reinmuth              | —         | MPC                           |
| 1153 Wallenbergia | 1924 SL    | 5 set 1924  | Crimea-Simeis     | S. Belyavskyj            | —         | MPC                           |
| 1154 Astronomia   | 1927 CB    | 8 fev 1927  | Heidelberg        | K. Reinmuth              | —         | MPC                           |
| 1155 Aënna        | 1928 BD    | 26 jan 1928 | Heidelberg        | K. Reinmuth              | —         | MPC                           |
| 1156 Kira         | 1928 DA    | 22 fev 1928 | Heidelberg        | K. Reinmuth              | —         | MPC                           |
| 1157 Arabia       | 1929 QC    | 31 ago 1929 | Heidelberg        | K. Reinmuth              | —         | MPC                           |
| 1158 Luda         | 1929 QF    | 31 ago 1929 | Crimea-Simeis     | G. N. Neujmin            | —         | MPC                           |
| 1159 Granada      | 1929 RD    | 2 set 1929  | Heidelberg        | K. Reinmuth              | —         | MPC                           |
| 1160 Illyria      | 1929 RL    | 9 set 1929  | Heidelberg        | K. Reinmuth              | —         | MPC                           |
| 1161 Thessalia    | 1929 SF    | 29 set 1929 | Heidelberg        | K. Reinmuth              | —         | MPC                           |
| 1162 Larissa      | 1930 AC    | 5 jan 1930  | Heidelberg        | K. Reinmuth              | Juno      | MPC                           |
| 1163 Saga         | 1930 BA    | 20 jan 1930 | Heidelberg        | K. Reinmuth              | —         | MPC                           |
| 1164 Kobolda      | 1930 FB    | 19 mar 1930 | Heidelberg        | K. Reinmuth              | —         | MPC                           |
| 1165 Imprinetta   | 1930 HM    | 24 abr 1930 | Johannesburg      | H. van Gent              | —         | MPC                           |
| 1166 Sakuntala    | 1930 MA    | 27 jun 1930 | Crimea-Simeis     | P. Parchomenko           | —         | MPC                           |
| 1167 Dubiago      | 1930 PB    | 3 ago 1930  | Crimea-Simeis     | E. Skvorcov              | —         | MPC                           |
| 1168 Brandia      | 1930 QA    | 25 ago 1930 | Uccle             | E. Delporte              | Phocaea   | MPC                           |
| 1169 Alwine       | 1930 QH    | 30 ago 1930 | Heidelberg        | M. F. Wolf, M. Ferrero   | —         | MPC                           |
| 1170 Siva         | 1930 SQ    | 29 set 1930 | Uccle             | E. Delporte              | —         | MPC                           |
| 1171 Rusthawelia  | 1930 TA    | 3 out 1930  | Uccle             | S. Arend                 | —         | MPC                           |
| 1172 Äneas        | 1930 UA    | 17 out 1930 | Heidelberg        | K. Reinmuth              | —         | MPC                           |
| 1173 Anchises     | 1930 UB    | 17 out 1930 | Heidelberg        | K. Reinmuth              | —         | MPC                           |
| 1174 Marmara      | 1930 UC    | 17 out 1930 | Heidelberg        | K. Reinmuth              | Brangane  | MPC                           |
| 1175 Margo        | 1930 UD    | 17 out 1930 | Heidelberg        | K. Reinmuth              | —         | MPC                           |
| 1176 Lucidor      | 1930 VE    | 15 nov 1930 | Uccle             | E. Delporte              | —         | MPC                           |
| 1177 Gonnessia    | 1930 WA    | 24 nov 1930 | Algiers           | L. Boyer                 | —         | MPC                           |
| 1178 Irmela       | 1931 EC    | 13 mar 1931 | Heidelberg        | M. F. Wolf               | —         | MPC                           |
| 1179 Mally        | 1931 FD    | 19 mar 1931 | Heidelberg        | M. F. Wolf               | —         | MPC                           |
| 1180 Rita         | 1931 GE    | 9 abr 1931  | Heidelberg        | K. Reinmuth              | Juno      | MPC                           |
| 1181 Lilith       | 1927 CQ    | 11 fev 1927 | Algiers           | B. Jekhovsky             | —         | MPC                           |
| 1182 Ilona        | 1927 EA    | 3 mar 1927  | Heidelberg        | K. Reinmuth              | —         | MPC                           |
| 1183 Jutta        | 1930 DC    | 22 fev 1930 | Heidelberg        | K. Reinmuth              | —         | MPC                           |
| 1184 Gaea         | 1926 RE    | 5 set 1926  | Heidelberg        | K. Reinmuth              | —         | MPC                           |
| 1185 Nikko        | 1927 WC    | 17 nov 1927 | Tokyo             | O. Oikawa                | —         | MPC                           |
| 1186 Turnera      | 1929 PL    | 1 ago 1929  | Johannesburg      | C. Jackson               | Brangane  | MPC                           |
| 1187 Afra         | 1929 XC    | 6 dez 1929  | Heidelberg        | K. Reinmuth              | —         | MPC                           |
| 1188 Gothlandia   | 1930 SB    | 30 set 1930 | Barcelona         | J. Comas i Solà          | —         | MPC                           |
| 1189 Terentia     | 1930 SG    | 17 set 1930 | Crimea-Simeis     | G. N. Neujmin            | Ursula    | MPC                           |
| 1190 Pelagia      | 1930 SL    | 20 set 1930 | Crimea-Simeis     | G. N. Neujmin            | —         | MPC                           |
| 1191 Alfaterna    | 1931 CA    | 11 fev 1931 | Pino Torinese     | L. Volta                 | Chimaera  | MPC                           |
| 1192 Prisma       | 1931 FE    | 17 mar 1931 | Hamburg-Bergedorf | A. Schwassmann           | —         | MPC                           |
| 1193 Africa       | 1931 HB    | 24 abr 1931 | Johannesburg      | C. Jackson               | Phocaea   | MPC                           |
| 1194 Aletta       | 1931 JG    | 13 mai 1931 | Johannesburg      | C. Jackson               | —         | MPC                           |
| 1195 Orangia      | 1931 KD    | 24 mai 1931 | Johannesburg      | C. Jackson               | —         | MPC                           |
| 1196 Sheba        | 1931 KE    | 21 mai 1931 | Johannesburg      | C. Jackson               | —         | MPC                           |
| 1197 Rhodesia     | 1931 LD    | 9 jun 1931  | Johannesburg      | C. Jackson               | —         | MPC                           |
| 1198 Atlantis     | 1931 RA    | 7 set 1931  | Heidelberg        | K. Reinmuth              | —         | MPC                           |
| 1199 Geldonia     | 1931 RF    | 14 set 1931 | Uccle             | E. Delporte              | Brangane  | MPC                           |
| 1200 Imperatrix   | 1931 RH    | 14 set 1931 | Heidelberg        | K. Reinmuth              | Ursula    | MPC                           |

## 1201–1300
| Designação         | Designação | Descoberta  | Descoberta            | Descobridor(es)          | Categoria | Mais informações / Referência |
| Permanente         | Provisória | Data        | Local                 | Descobridor(es)          | Categoria | Mais informações / Referência |
| ------------------ | ---------- | ----------- | --------------------- | ------------------------ | --------- | ----------------------------- |
| 1201 Strenua       | 1931 RK    | 14 set 1931 | Heidelberg            | K. Reinmuth              | —         | MPC                           |
| 1202 Marina        | 1931 RL    | 13 set 1931 | Crimea-Simeis         | G. N. Neujmin            | Juno      | MPC                           |
| 1203 Nanna         | 1931 TA    | 5 out 1931  | Heidelberg            | M. F. Wolf               | —         | MPC                           |
| 1204 Renzia        | 1931 TE    | 6 out 1931  | Heidelberg            | K. Reinmuth              | —         | MPC                           |
| 1205 Ebella        | 1931 TB1   | 6 out 1931  | Heidelberg            | K. Reinmuth              | —         | MPC                           |
| 1206 Numerowia     | 1931 UH    | 18 out 1931 | Heidelberg            | K. Reinmuth              | —         | MPC                           |
| 1207 Ostenia       | 1931 VT    | 15 nov 1931 | Heidelberg            | K. Reinmuth              | Brangane  | MPC                           |
| 1208 Troilus       | 1931 YA    | 31 dez 1931 | Heidelberg            | K. Reinmuth              | —         | MPC                           |
| 1209 Pumma         | 1927 HA    | 22 abr 1927 | Heidelberg            | K. Reinmuth              | Ursula    | MPC                           |
| 1210 Morosovia     | 1931 LB    | 6 jun 1931  | Crimea-Simeis         | G. N. Neujmin            | Brangane  | MPC                           |
| 1211 Bressole      | 1931 XA    | 2 dez 1931  | Algiers               | L. Boyer                 | —         | MPC                           |
| 1212 Francette     | 1931 XC    | 3 dez 1931  | Algiers               | L. Boyer                 | —         | MPC                           |
| 1213 Algeria       | 1931 XD    | 5 dez 1931  | Algiers               | G. Reiss                 | —         | MPC                           |
| 1214 Richilde      | 1932 AA    | 1 jan 1932  | Heidelberg            | M. F. Wolf               | —         | MPC                           |
| 1215 Boyer         | 1932 BA    | 19 jan 1932 | Algiers               | A. Schmitt               | —         | MPC                           |
| 1216 Askania       | 1932 BL    | 29 jan 1932 | Heidelberg            | K. Reinmuth              | —         | MPC                           |
| 1217 Maximiliana   | 1932 EC    | 13 mar 1932 | Uccle                 | E. Delporte              | —         | MPC                           |
| 1218 Aster         | 1932 BJ    | 29 jan 1932 | Heidelberg            | K. Reinmuth              | —         | MPC                           |
| 1219 Britta        | 1932 CJ    | 6 fev 1932  | Heidelberg            | M. F. Wolf               | —         | MPC                           |
| 1220 Crocus        | 1932 CU    | 11 fev 1932 | Heidelberg            | K. Reinmuth              | Brangane  | MPC                           |
| 1221 Amor          | 1932 EA1   | 12 mar 1932 | Uccle                 | E. Delporte              | —         | MPC                           |
| 1222 Tina          | 1932 LA    | 11 jun 1932 | Uccle                 | E. Delporte              | —         | MPC                           |
| 1223 Neckar        | 1931 TG    | 6 out 1931  | Heidelberg            | K. Reinmuth              | —         | MPC                           |
| 1224 Fantasia      | 1927 SD    | 29 ago 1927 | Crimea-Simeis         | S. Belyavskyj, N. Ivanov | —         | MPC                           |
| 1225 Ariane        | 1930 HK    | 23 abr 1930 | Johannesburg          | H. van Gent              | —         | MPC                           |
| 1226 Golia         | 1930 HL    | 22 abr 1930 | Johannesburg          | H. van Gent              | —         | MPC                           |
| 1227 Geranium      | 1931 TD    | 5 out 1931  | Heidelberg            | K. Reinmuth              | —         | MPC                           |
| 1228 Scabiosa      | 1931 TU    | 5 out 1931  | Heidelberg            | K. Reinmuth              | —         | MPC                           |
| 1229 Tilia         | 1931 TP1   | 9 out 1931  | Heidelberg            | K. Reinmuth              | —         | MPC                           |
| 1230 Riceia        | 1931 TX1   | 9 out 1931  | Heidelberg            | K. Reinmuth              | —         | MPC                           |
| 1231 Auricula      | 1931 TE2   | 10 out 1931 | Heidelberg            | K. Reinmuth              | —         | MPC                           |
| 1232 Cortusa       | 1931 TF2   | 10 out 1931 | Heidelberg            | K. Reinmuth              | —         | MPC                           |
| 1233 Kobresia      | 1931 TG2   | 10 out 1931 | Heidelberg            | K. Reinmuth              | —         | MPC                           |
| 1234 Elyna         | 1931 UF    | 18 out 1931 | Heidelberg            | K. Reinmuth              | Brangane  | MPC                           |
| 1235 Schorria      | 1931 UJ    | 18 out 1931 | Heidelberg            | K. Reinmuth              | —         | MPC                           |
| 1236 Thais         | 1931 VX    | 6 nov 1931  | Crimea-Simeis         | G. N. Neujmin            | —         | MPC                           |
| 1237 Genevieve     | 1931 XB    | 2 dez 1931  | Algiers               | G. Reiss                 | —         | MPC                           |
| 1238 Predappia     | 1932 CA    | 4 fev 1932  | Pino Torinese         | L. Volta                 | —         | MPC                           |
| 1239 Queteleta     | 1932 CB    | 4 fev 1932  | Uccle                 | E. Delporte              | —         | MPC                           |
| 1240 Centenaria    | 1932 CD    | 5 fev 1932  | Hamburg-Bergedorf     | R. Schorr                | —         | MPC                           |
| 1241 Dysona        | 1932 EB1   | 4 mar 1932  | Johannesburg          | H. E. Wood               | —         | MPC                           |
| 1242 Zambesia      | 1932 HL    | 28 abr 1932 | Johannesburg          | C. Jackson               | —         | MPC                           |
| 1243 Pamela        | 1932 JE    | 7 mai 1932  | Johannesburg          | C. Jackson               | —         | MPC                           |
| 1244 Deira         | 1932 KE    | 25 mai 1932 | Johannesburg          | C. Jackson               | —         | MPC                           |
| 1245 Calvinia      | 1932 KF    | 26 mai 1932 | Johannesburg          | C. Jackson               | —         | MPC                           |
| 1246 Chaka         | 1932 OA    | 23 jul 1932 | Johannesburg          | C. Jackson               | —         | MPC                           |
| 1247 Memoria       | 1932 QA    | 30 ago 1932 | Uccle                 | M. Laugier               | —         | MPC                           |
| 1248 Jugurtha      | 1932 RO    | 1 set 1932  | Johannesburg          | C. Jackson               | —         | MPC                           |
| 1249 Rutherfordia  | 1932 VB    | 4 nov 1932  | Heidelberg            | K. Reinmuth              | —         | MPC                           |
| 1250 Galanthus     | 1933 BD    | 25 jan 1933 | Heidelberg            | K. Reinmuth              | —         | MPC                           |
| 1251 Hedera        | 1933 BE    | 25 jan 1933 | Heidelberg            | K. Reinmuth              | —         | MPC                           |
| 1252 Celestia      | 1933 DG    | 19 fev 1933 | Oak Ridge Observatory | F. L. Whipple            | —         | MPC                           |
| 1253 Frisia        | 1931 TV1   | 9 out 1931  | Heidelberg            | K. Reinmuth              | —         | MPC                           |
| 1254 Erfordia      | 1932 JA    | 10 mai 1932 | La Plata Observatory  | J. Hartmann              | —         | MPC                           |
| 1255 Schilowa      | 1932 NC    | 8 jul 1932  | Crimea-Simeis         | G. N. Neujmin            | —         | MPC                           |
| 1256 Normannia     | 1932 PD    | 8 ago 1932  | Heidelberg            | K. Reinmuth              | Juno      | MPC                           |
| 1257 Mora          | 1932 PE    | 8 ago 1932  | Heidelberg            | K. Reinmuth              | —         | MPC                           |
| 1258 Sicilia       | 1932 PG    | 8 ago 1932  | Heidelberg            | K. Reinmuth              | —         | MPC                           |
| 1259 Ogyalla       | 1933 BT    | 29 jan 1933 | Heidelberg            | K. Reinmuth              | —         | MPC                           |
| 1260 Walhalla      | 1933 BW    | 29 jan 1933 | Heidelberg            | K. Reinmuth              | —         | MPC                           |
| 1261 Legia         | 1933 FB    | 23 mar 1933 | Uccle                 | E. Delporte              | —         | MPC                           |
| 1262 Sniadeckia    | 1933 FE    | 23 mar 1933 | Uccle                 | S. Arend                 | —         | MPC                           |
| 1263 Varsavia      | 1933 FF    | 23 mar 1933 | Uccle                 | S. Arend                 | Eos       | MPC                           |
| 1264 Letaba        | 1933 HG    | 21 abr 1933 | Johannesburg          | C. Jackson               | —         | MPC                           |
| 1265 Schweikarda   | 1911 MV    | 18 out 1911 | Heidelberg            | F. Kaiser                | —         | MPC                           |
| 1266 Tone          | 1927 BD    | 23 jan 1927 | Tokyo                 | O. Oikawa                | —         | MPC                           |
| 1267 Geertruida    | 1930 HD    | 23 abr 1930 | Johannesburg          | H. van Gent              | —         | MPC                           |
| 1268 Libya         | 1930 HJ    | 29 abr 1930 | Johannesburg          | C. Jackson               | Juno      | MPC                           |
| 1269 Rollandia     | 1930 SH    | 20 set 1930 | Crimea-Simeis         | G. N. Neujmin            | Juno      | MPC                           |
| 1270 Datura        | 1930 YE    | 17 dez 1930 | Williams Bay          | G. Van Biesbroeck        | —         | MPC                           |
| 1271 Isergina      | 1931 TN    | 10 out 1931 | Crimea-Simeis         | G. N. Neujmin            | —         | MPC                           |
| 1272 Gefion        | 1931 TZ1   | 10 out 1931 | Heidelberg            | K. Reinmuth              | —         | MPC                           |
| 1273 Helma         | 1932 PF    | 8 ago 1932  | Heidelberg            | K. Reinmuth              | —         | MPC                           |
| 1274 Delportia     | 1932 WC    | 28 nov 1932 | Uccle                 | E. Delporte              | —         | MPC                           |
| 1275 Cimbria       | 1932 WG    | 30 nov 1932 | Heidelberg            | K. Reinmuth              | Phocaea   | MPC                           |
| 1276 Ucclia        | 1933 BA    | 24 jan 1933 | Uccle                 | E. Delporte              | —         | MPC                           |
| 1277 Dolores       | 1933 HA    | 18 abr 1933 | Crimea-Simeis         | G. N. Neujmin            | —         | MPC                           |
| 1278 Kenya         | 1933 LA    | 15 jun 1933 | Johannesburg          | C. Jackson               | —         | MPC                           |
| 1279 Uganda        | 1933 LB    | 15 jun 1933 | Johannesburg          | C. Jackson               | —         | MPC                           |
| 1280 Baillauda     | 1933 QB    | 18 ago 1933 | Uccle                 | E. Delporte              | —         | MPC                           |
| 1281 Jeanne        | 1933 QJ    | 25 ago 1933 | Uccle                 | S. Arend                 | —         | MPC                           |
| 1282 Utopia        | 1933 QM1   | 17 ago 1933 | Johannesburg          | C. Jackson               | —         | MPC                           |
| 1283 Komsomolia    | 1925 SC    | 25 set 1925 | Crimea-Simeis         | V. Albitskij             | —         | MPC                           |
| 1284 Latvia        | 1933 OP    | 27 jul 1933 | Heidelberg            | K. Reinmuth              | —         | MPC                           |
| 1285 Julietta      | 1933 QF    | 21 ago 1933 | Uccle                 | E. Delporte              | —         | MPC                           |
| 1286 Banachiewicza | 1933 QH    | 25 ago 1933 | Uccle                 | S. Arend                 | Brangane  | MPC                           |
| 1287 Lorcia        | 1933 QL    | 25 ago 1933 | Uccle                 | S. Arend                 | —         | MPC                           |
| 1288 Santa         | 1933 QM    | 26 ago 1933 | Uccle                 | E. Delporte              | —         | MPC                           |
| 1289 Kutaissi      | 1933 QR    | 19 ago 1933 | Crimea-Simeis         | G. N. Neujmin            | —         | MPC                           |
| 1290 Albertine     | 1933 QL1   | 21 ago 1933 | Uccle                 | E. Delporte              | —         | MPC                           |
| 1291 Phryne        | 1933 RA    | 15 set 1933 | Uccle                 | E. Delporte              | Brangane  | MPC                           |
| 1292 Luce          | 1933 SH    | 17 set 1933 | Uccle                 | F. Rigaux                | —         | MPC                           |
| 1293 Sonja         | 1933 SO    | 26 set 1933 | Uccle                 | E. Delporte              | —         | MPC                           |
| 1294 Antwerpia     | 1933 UB1   | 24 out 1933 | Uccle                 | E. Delporte              | —         | MPC                           |
| 1295 Deflotte      | 1933 WD    | 25 nov 1933 | Algiers               | L. Boyer                 | —         | MPC                           |
| 1296 Andree        | 1933 WE    | 25 nov 1933 | Algiers               | L. Boyer                 | —         | MPC                           |
| 1297 Quadea        | 1934 AD    | 7 jan 1934  | Heidelberg            | K. Reinmuth              | Brangane  | MPC                           |
| 1298 Nocturna      | 1934 AE    | 7 jan 1934  | Heidelberg            | K. Reinmuth              | —         | MPC                           |
| 1299 Mertona       | 1934 BA    | 18 jan 1934 | Algiers               | G. Reiss                 | —         | MPC                           |
| 1300 Marcelle      | 1934 CL    | 10 fev 1934 | Algiers               | G. Reiss                 | —         | MPC                           |

## 1301–1400
| Designação        | Designação | Descoberta  | Descoberta        | Descobridor(es)   | Categoria | Mais informações / Referência |
| Permanente        | Provisória | Data        | Local             | Descobridor(es)   | Categoria | Mais informações / Referência |
| ----------------- | ---------- | ----------- | ----------------- | ----------------- | --------- | ----------------------------- |
| 1301 Yvonne       | 1934 EA    | 7 mar 1934  | Algiers           | L. Boyer          | —         | MPC                           |
| 1302 Werra        | 1924 SV    | 28 set 1924 | Heidelberg        | K. Reinmuth       | —         | MPC                           |
| 1303 Luthera      | 1928 FP    | 16 mar 1928 | Hamburg-Bergedorf | A. Schwassmann    | —         | MPC                           |
| 1304 Arosa        | 1928 KC    | 21 mai 1928 | Heidelberg        | K. Reinmuth       | —         | MPC                           |
| 1305 Pongola      | 1928 OC    | 19 jul 1928 | Johannesburg      | H. E. Wood        | —         | MPC                           |
| 1306 Scythia      | 1930 OB    | 22 jul 1930 | Crimea-Simeis     | G. N. Neujmin     | —         | MPC                           |
| 1307 Cimmeria     | 1930 UF    | 17 out 1930 | Crimea-Simeis     | G. N. Neujmin     | —         | MPC                           |
| 1308 Halleria     | 1931 EB    | 12 mar 1931 | Heidelberg        | K. Reinmuth       | Maria     | MPC                           |
| 1309 Hyperborea   | 1931 TO    | 11 out 1931 | Crimea-Simeis     | G. N. Neujmin     | —         | MPC                           |
| 1310 Villigera    | 1932 DB    | 28 fev 1932 | Hamburg-Bergedorf | A. Schwassmann    | —         | MPC                           |
| 1311 Knopfia      | 1933 FF1   | 24 mar 1933 | Heidelberg        | K. Reinmuth       | —         | MPC                           |
| 1312 Vassar       | 1933 OT    | 27 jul 1933 | Williams Bay      | G. Van Biesbroeck | —         | MPC                           |
| 1313 Berna        | 1933 QG    | 24 ago 1933 | Uccle             | S. Arend          | —         | MPC                           |
| 1314 Paula        | 1933 SC    | 16 set 1933 | Uccle             | S. Arend          | —         | MPC                           |
| 1315 Bronislawa   | 1933 SF1   | 16 set 1933 | Uccle             | S. Arend          | —         | MPC                           |
| 1316 Kasan        | 1933 WC    | 17 nov 1933 | Crimea-Simeis     | G. N. Neujmin     | —         | MPC                           |
| 1317 Silvretta    | 1935 RC    | 1 set 1935  | Heidelberg        | K. Reinmuth       | —         | MPC                           |
| 1318 Nerina       | 1934 FG    | 24 mar 1934 | Johannesburg      | C. Jackson        | —         | MPC                           |
| 1319 Disa         | 1934 FO    | 19 mar 1934 | Johannesburg      | C. Jackson        | —         | MPC                           |
| 1320 Impala       | 1934 JG    | 13 mai 1934 | Johannesburg      | C. Jackson        | —         | MPC                           |
| 1321 Majuba       | 1934 JH    | 7 mai 1934  | Johannesburg      | C. Jackson        | —         | MPC                           |
| 1322 Coppernicus  | 1934 LA    | 15 jun 1934 | Heidelberg        | K. Reinmuth       | —         | MPC                           |
| 1323 Tugela       | 1934 LD    | 19 mai 1934 | Johannesburg      | C. Jackson        | —         | MPC                           |
| 1324 Knysna       | 1934 LL    | 15 jun 1934 | Johannesburg      | C. Jackson        | —         | MPC                           |
| 1325 Inanda       | 1934 NR    | 14 jul 1934 | Johannesburg      | C. Jackson        | —         | MPC                           |
| 1326 Losaka       | 1934 NS    | 14 jul 1934 | Johannesburg      | C. Jackson        | —         | MPC                           |
| 1327 Namaqua      | 1934 RT    | 7 set 1934  | Johannesburg      | C. Jackson        | Eos       | MPC                           |
| 1328 Devota       | 1925 UA    | 21 out 1925 | Algiers           | B. Jekhovsky      | —         | MPC                           |
| 1329 Eliane       | 1933 FL    | 23 mar 1933 | Uccle             | E. Delporte       | Phocaea   | MPC                           |
| 1330 Spiridonia   | 1925 DB    | 17 fev 1925 | Crimea-Simeis     | V. Albitskij      | —         | MPC                           |
| 1331 Solvejg      | 1933 QS    | 25 ago 1933 | Crimea-Simeis     | G. N. Neujmin     | —         | MPC                           |
| 1332 Marconia     | 1934 AA    | 9 jan 1934  | Pino Torinese     | L. Volta          | —         | MPC                           |
| 1333 Cevenola     | 1934 DA    | 20 fev 1934 | Algiers           | O. Bancilhon      | Phocaea   | MPC                           |
| 1334 Lundmarka    | 1934 OB    | 16 jul 1934 | Heidelberg        | K. Reinmuth       | —         | MPC                           |
| 1335 Demoulina    | 1934 RE    | 7 set 1934  | Heidelberg        | K. Reinmuth       | —         | MPC                           |
| 1336 Zeelandia    | 1934 RW    | 9 set 1934  | Johannesburg      | H. van Gent       | —         | MPC                           |
| 1337 Gerarda      | 1934 RA1   | 9 set 1934  | Johannesburg      | H. van Gent       | —         | MPC                           |
| 1338 Duponta      | 1934 XA    | 4 dez 1934  | Algiers           | L. Boyer          | —         | MPC                           |
| 1339 Desagneauxa  | 1934 XB    | 4 dez 1934  | Algiers           | L. Boyer          | Brangane  | MPC                           |
| 1340 Yvette       | 1934 YA    | 27 dez 1934 | Algiers           | L. Boyer          | —         | MPC                           |
| 1341 Edmee        | 1935 BA    | 27 jan 1935 | Uccle             | E. Delporte       | —         | MPC                           |
| 1342 Brabantia    | 1935 CV    | 13 fev 1935 | Johannesburg      | H. van Gent       | —         | MPC                           |
| 1343 Nicole       | 1935 FC    | 29 mar 1935 | Algiers           | L. Boyer          | —         | MPC                           |
| 1344 Caubeta      | 1935 GA    | 1 abr 1935  | Algiers           | L. Boyer          | —         | MPC                           |
| 1345 Potomac      | 1908 CG    | 4 fev 1908  | Taunton           | J. H. Metcalf     | Juno      | MPC                           |
| 1346 Gotha        | 1929 CY    | 5 fev 1929  | Heidelberg        | K. Reinmuth       | —         | MPC                           |
| 1347 Patria       | 1931 VW    | 6 nov 1931  | Crimea-Simeis     | G. N. Neujmin     | —         | MPC                           |
| 1348 Michel       | 1933 FD    | 23 mar 1933 | Uccle             | S. Arend          | —         | MPC                           |
| 1349 Bechuana     | 1934 LJ    | 13 jun 1934 | Johannesburg      | C. Jackson        | —         | MPC                           |
| 1350 Rosselia     | 1934 TA    | 3 out 1934  | Uccle             | E. Delporte       | —         | MPC                           |
| 1351 Uzbekistania | 1934 TF    | 5 out 1934  | Crimea-Simeis     | G. N. Neujmin     | —         | MPC                           |
| 1352 Wawel        | 1935 CE    | 3 fev 1935  | Uccle             | S. Arend          | —         | MPC                           |
| 1353 Maartje      | 1935 CU    | 13 fev 1935 | Johannesburg      | H. van Gent       | Brangane  | MPC                           |
| 1354 Botha        | 1935 GK    | 3 abr 1935  | Johannesburg      | C. Jackson        | —         | MPC                           |
| 1355 Magoeba      | 1935 HE    | 30 abr 1935 | Johannesburg      | C. Jackson        | —         | MPC                           |
| 1356 Nyanza       | 1935 JH    | 3 mai 1935  | Johannesburg      | C. Jackson        | —         | MPC                           |
| 1357 Khama        | 1935 ND    | 2 jul 1935  | Johannesburg      | C. Jackson        | —         | MPC                           |
| 1358 Gaika        | 1935 OB    | 21 jul 1935 | Johannesburg      | C. Jackson        | —         | MPC                           |
| 1359 Prieska      | 1935 OC    | 22 jul 1935 | Johannesburg      | C. Jackson        | —         | MPC                           |
| 1360 Tarka        | 1935 OD    | 22 jul 1935 | Johannesburg      | C. Jackson        | —         | MPC                           |
| 1361 Leuschneria  | 1935 QA    | 30 ago 1935 | Uccle             | E. Delporte       | —         | MPC                           |
| 1362 Griqua       | 1935 QG1   | 31 jul 1935 | Johannesburg      | C. Jackson        | Pallas    | MPC                           |
| 1363 Herberta     | 1935 RA    | 30 ago 1935 | Uccle             | E. Delporte       | —         | MPC                           |
| 1364 Safara       | 1935 VB    | 18 nov 1935 | Algiers           | L. Boyer          | Brangane  | MPC                           |
| 1365 Henyey       | 1928 RK    | 9 set 1928  | Heidelberg        | M. F. Wolf        | —         | MPC                           |
| 1366 Piccolo      | 1932 WA    | 29 nov 1932 | Uccle             | E. Delporte       | —         | MPC                           |
| 1367 Nongoma      | 1934 NA    | 3 jul 1934  | Johannesburg      | C. Jackson        | —         | MPC                           |
| 1368 Numidia      | 1935 HD    | 30 abr 1935 | Johannesburg      | C. Jackson        | —         | MPC                           |
| 1369 Ostanina     | 1935 QB    | 27 ago 1935 | Crimea-Simeis     | P. F. Shajn       | —         | MPC                           |
| 1370 Hella        | 1935 QG    | 31 ago 1935 | Heidelberg        | K. Reinmuth       | —         | MPC                           |
| 1371 Resi         | 1935 QJ    | 31 ago 1935 | Heidelberg        | K. Reinmuth       | —         | MPC                           |
| 1372 Haremari     | 1935 QK    | 31 ago 1935 | Heidelberg        | K. Reinmuth       | —         | MPC                           |
| 1373 Cincinnati   | 1935 QN    | 30 ago 1935 | Mount Wilson      | E. Hubble         | —         | MPC                           |
| 1374 Isora        | 1935 UA    | 21 out 1935 | Uccle             | E. Delporte       | —         | MPC                           |
| 1375 Alfreda      | 1935 UB    | 22 out 1935 | Uccle             | E. Delporte       | —         | MPC                           |
| 1376 Michelle     | 1935 UH    | 29 out 1935 | Algiers           | G. Reiss          | —         | MPC                           |
| 1377 Roberbauxa   | 1936 CD    | 14 fev 1936 | Algiers           | L. Boyer          | —         | MPC                           |
| 1378 Leonce       | 1936 DB    | 21 fev 1936 | Uccle             | F. Rigaux         | —         | MPC                           |
| 1379 Lomonosowa   | 1936 FC    | 19 mar 1936 | Crimea-Simeis     | G. N. Neujmin     | —         | MPC                           |
| 1380 Volodia      | 1936 FM    | 16 mar 1936 | Algiers           | L. Boyer          | —         | MPC                           |
| 1381 Danubia      | 1930 QJ    | 20 ago 1930 | Crimea-Simeis     | E. Skvorcov       | —         | MPC                           |
| 1382 Gerti        | 1925 BB    | 21 jan 1925 | Heidelberg        | K. Reinmuth       | —         | MPC                           |
| 1383 Limburgia    | 1934 RV    | 9 set 1934  | Johannesburg      | H. van Gent       | —         | MPC                           |
| 1384 Kniertje     | 1934 RX    | 9 set 1934  | Johannesburg      | H. van Gent       | —         | MPC                           |
| 1385 Gelria       | 1935 MJ    | 24 mai 1935 | Johannesburg      | H. van Gent       | —         | MPC                           |
| 1386 Storeria     | 1935 PA    | 28 jul 1935 | Crimea-Simeis     | G. N. Neujmin     | —         | MPC                           |
| 1387 Kama         | 1935 QD    | 27 ago 1935 | Crimea-Simeis     | P. F. Shajn       | —         | MPC                           |
| 1388 Aphrodite    | 1935 SS    | 24 set 1935 | Uccle             | E. Delporte       | Brangane  | MPC                           |
| 1389 Onnie        | 1935 SS1   | 28 set 1935 | Johannesburg      | H. van Gent       | —         | MPC                           |
| 1390 Abastumani   | 1935 TA    | 3 out 1935  | Crimea-Simeis     | P. F. Shajn       | —         | MPC                           |
| 1391 Carelia      | 1936 DA    | 16 fev 1936 | Turku             | Y. Väisälä        | —         | MPC                           |
| 1392 Pierre       | 1936 FO    | 16 mar 1936 | Algiers           | L. Boyer          | —         | MPC                           |
| 1393 Sofala       | 1936 KD    | 25 mai 1936 | Johannesburg      | C. Jackson        | —         | MPC                           |
| 1394 Algoa        | 1936 LK    | 12 jun 1936 | Johannesburg      | C. Jackson        | —         | MPC                           |
| 1395 Aribeda      | 1936 OB    | 16 jul 1936 | Heidelberg        | K. Reinmuth       | —         | MPC                           |
| 1396 Outeniqua    | 1936 PF    | 9 ago 1936  | Johannesburg      | C. Jackson        | —         | MPC                           |
| 1397 Umtata       | 1936 PG    | 9 ago 1936  | Johannesburg      | C. Jackson        | —         | MPC                           |
| 1398 Donnera      | 1936 QL    | 26 ago 1936 | Turku             | Y. Väisälä        | —         | MPC                           |
| 1399 Teneriffa    | 1936 QY    | 23 ago 1936 | Heidelberg        | K. Reinmuth       | —         | MPC                           |
| 1400 Tirela       | 1936 WA    | 17 nov 1936 | Algiers           | L. Boyer          | —         | MPC                           |

## 1401–1500
| Designação        | Designação | Descoberta  | Descoberta        | Descobridor(es)   | Categoria | Mais informações / Referência |
| Permanente        | Provisória | Data        | Local             | Descobridor(es)   | Categoria | Mais informações / Referência |
| ----------------- | ---------- | ----------- | ----------------- | ----------------- | --------- | ----------------------------- |
| 1401 Lavonne      | 1935 UD    | 22 out 1935 | Uccle             | E. Delporte       | —         | MPC                           |
| 1402 Eri          | 1936 OC    | 16 jul 1936 | Heidelberg        | K. Reinmuth       | —         | MPC                           |
| 1403 Idelsonia    | 1936 QA    | 13 ago 1936 | Crimea-Simeis     | G. N. Neujmin     | —         | MPC                           |
| 1404 Ajax         | 1936 QW    | 17 ago 1936 | Heidelberg        | K. Reinmuth       | Vesta     | MPC                           |
| 1405 Sibelius     | 1936 RE    | 12 set 1936 | Turku             | Y. Väisälä        | —         | MPC                           |
| 1406 Komppa       | 1936 RF    | 13 set 1936 | Turku             | Y. Väisälä        | —         | MPC                           |
| 1407 Lindelöf     | 1936 WC    | 21 nov 1936 | Turku             | Y. Väisälä        | —         | MPC                           |
| 1408 Trusanda     | 1936 WF    | 23 nov 1936 | Heidelberg        | K. Reinmuth       | —         | MPC                           |
| 1409 Isko         | 1937 AK    | 8 jan 1937  | Heidelberg        | K. Reinmuth       | —         | MPC                           |
| 1410 Margret      | 1937 AL    | 8 jan 1937  | Heidelberg        | K. Reinmuth       | Brangane  | MPC                           |
| 1411 Brauna       | 1937 AM    | 8 jan 1937  | Heidelberg        | K. Reinmuth       | —         | MPC                           |
| 1412 Lagrula      | 1937 BA    | 19 jan 1937 | Algiers           | L. Boyer          | —         | MPC                           |
| 1413 Roucarie     | 1937 CD    | 12 fev 1937 | Algiers           | L. Boyer          | Brangane  | MPC                           |
| 1414 Jerome       | 1937 CE    | 12 fev 1937 | Algiers           | L. Boyer          | —         | MPC                           |
| 1415 Malautra     | 1937 EA    | 4 mar 1937  | Algiers           | L. Boyer          | —         | MPC                           |
| 1416 Renauxa      | 1937 EC    | 4 mar 1937  | Algiers           | L. Boyer          | Brangane  | MPC                           |
| 1417 Walinskia    | 1937 GH    | 1 abr 1937  | Heidelberg        | K. Reinmuth       | —         | MPC                           |
| 1418 Fayeta       | 1903 RG    | 22 set 1903 | Heidelberg        | P. Götz           | —         | MPC                           |
| 1419 Danzig       | 1929 RF    | 5 set 1929  | Heidelberg        | K. Reinmuth       | —         | MPC                           |
| 1420 Radcliffe    | 1931 RJ    | 14 set 1931 | Heidelberg        | K. Reinmuth       | —         | MPC                           |
| 1421 Esperanto    | 1936 FQ    | 18 mar 1936 | Turku             | Y. Väisälä        | —         | MPC                           |
| 1422 Stromgrenia  | 1936 QF    | 23 ago 1936 | Heidelberg        | K. Reinmuth       | —         | MPC                           |
| 1423 Jose         | 1936 QM    | 28 ago 1936 | Uccle             | J. Hunaerts       | —         | MPC                           |
| 1424 Sundmania    | 1937 AJ    | 9 jan 1937  | Turku             | Y. Väisälä        | —         | MPC                           |
| 1425 Tuorla       | 1937 GB    | 3 abr 1937  | Turku             | K. Inkeri         | Phocaea   | MPC                           |
| 1426 Riviera      | 1937 GF    | 1 abr 1937  | Nice              | M. Laugier        | —         | MPC                           |
| 1427 Ruvuma       | 1937 KB    | 16 mai 1937 | Johannesburg      | C. Jackson        | —         | MPC                           |
| 1428 Mombasa      | 1937 NO    | 5 jul 1937  | Johannesburg      | C. Jackson        | —         | MPC                           |
| 1429 Pemba        | 1937 NH    | 2 jul 1937  | Johannesburg      | C. Jackson        | —         | MPC                           |
| 1430 Somalia      | 1937 NK    | 5 jul 1937  | Johannesburg      | C. Jackson        | —         | MPC                           |
| 1431 Luanda       | 1937 OB    | 29 jul 1937 | Johannesburg      | C. Jackson        | Phocaea   | MPC                           |
| 1432 Ethiopia     | 1937 PG    | 1 ago 1937  | Johannesburg      | C. Jackson        | —         | MPC                           |
| 1433 Geramtina    | 1937 UC    | 30 out 1937 | Uccle             | E. Delporte       | —         | MPC                           |
| 1434 Margot       | 1936 FD1   | 19 mar 1936 | Crimea-Simeis     | G. N. Neujmin     | Brangane  | MPC                           |
| 1435 Garlena      | 1936 WE    | 23 nov 1936 | Heidelberg        | K. Reinmuth       | —         | MPC                           |
| 1436 Salonta      | 1936 YA    | 11 dez 1936 | Konkoly           | G. Kulin          | —         | MPC                           |
| 1437 Diomedes     | 1937 PB    | 3 ago 1937  | Heidelberg        | K. Reinmuth       | Vesta     | MPC                           |
| 1438 Wendeline    | 1937 TC    | 11 out 1937 | Heidelberg        | K. Reinmuth       | —         | MPC                           |
| 1439 Vogtia       | 1937 TE    | 11 out 1937 | Heidelberg        | K. Reinmuth       | Juno      | MPC                           |
| 1440 Rostia       | 1937 TF    | 11 out 1937 | Heidelberg        | K. Reinmuth       | —         | MPC                           |
| 1441 Bolyai       | 1937 WA    | 26 nov 1937 | Konkoly           | G. Kulin          | —         | MPC                           |
| 1442 Corvina      | 1937 YF    | 29 dez 1937 | Konkoly           | G. Kulin          | —         | MPC                           |
| 1443 Ruppina      | 1937 YG    | 29 dez 1937 | Heidelberg        | K. Reinmuth       | —         | MPC                           |
| 1444 Pannonia     | 1938 AE    | 6 jan 1938  | Konkoly           | G. Kulin          | —         | MPC                           |
| 1445 Konkolya     | 1938 AF    | 6 jan 1938  | Konkoly           | G. Kulin          | —         | MPC                           |
| 1446 Sillanpaa    | 1938 BA    | 26 jan 1938 | Turku             | Y. Väisälä        | —         | MPC                           |
| 1447 Utra         | 1938 BB    | 26 jan 1938 | Turku             | Y. Väisälä        | —         | MPC                           |
| 1448 Lindbladia   | 1938 DF    | 16 fev 1938 | Turku             | Y. Väisälä        | —         | MPC                           |
| 1449 Virtanen     | 1938 DO    | 20 fev 1938 | Turku             | Y. Väisälä        | —         | MPC                           |
| 1450 Raimonda     | 1938 DP    | 20 fev 1938 | Turku             | Y. Väisälä        | —         | MPC                           |
| 1451 Grano        | 1938 DT    | 22 fev 1938 | Turku             | Y. Väisälä        | —         | MPC                           |
| 1452 Hunnia       | 1938 DZ1   | 26 fev 1938 | Konkoly           | G. Kulin          | —         | MPC                           |
| 1453 Fennia       | 1938 ED1   | 8 mar 1938  | Turku             | Y. Väisälä        | —         | MPC                           |
| 1454 Kalevala     | 1936 DO    | 16 fev 1936 | Turku             | Y. Väisälä        | —         | MPC                           |
| 1455 Mitchella    | 1937 LF    | 5 jun 1937  | Heidelberg        | A. Bohrmann       | —         | MPC                           |
| 1456 Saldanha     | 1937 NG    | 2 jul 1937  | Johannesburg      | C. Jackson        | —         | MPC                           |
| 1457 Ankara       | 1937 PA    | 3 ago 1937  | Heidelberg        | K. Reinmuth       | —         | MPC                           |
| 1458 Mineura      | 1937 RC    | 1 set 1937  | Uccle             | F. Rigaux         | Phocaea   | MPC                           |
| 1459 Magnya       | 1937 VA    | 4 nov 1937  | Crimea-Simeis     | G. N. Neujmin     | —         | MPC                           |
| 1460 Haltia       | 1937 WC    | 24 nov 1937 | Turku             | Y. Väisälä        | —         | MPC                           |
| 1461 Jean-Jacques | 1937 YL    | 30 dez 1937 | Nice              | M. Laugier        | —         | MPC                           |
| 1462 Zamenhof     | 1938 CA    | 6 fev 1938  | Turku             | Y. Väisälä        | —         | MPC                           |
| 1463 Nordenmarkia | 1938 CB    | 6 fev 1938  | Turku             | Y. Väisälä        | —         | MPC                           |
| 1464 Armisticia   | 1939 VO    | 11 nov 1939 | Williams Bay      | G. Van Biesbroeck | Brangane  | MPC                           |
| 1465 Autonoma     | 1938 FA    | 20 mar 1938 | Hamburg-Bergedorf | A. Wachmann       | —         | MPC                           |
| 1466 Mundleria    | 1938 KA    | 31 mai 1938 | Heidelberg        | K. Reinmuth       | —         | MPC                           |
| 1467 Mashona      | 1938 OE    | 30 jul 1938 | Johannesburg      | C. Jackson        | —         | MPC                           |
| 1468 Zomba        | 1938 PA    | 23 jul 1938 | Johannesburg      | C. Jackson        | —         | MPC                           |
| 1469 Linzia       | 1938 QD    | 19 ago 1938 | Heidelberg        | K. Reinmuth       | —         | MPC                           |
| 1470 Carla        | 1938 SD    | 17 set 1938 | Heidelberg        | A. Bohrmann       | —         | MPC                           |
| 1471 Tornio       | 1938 SL1   | 16 set 1938 | Turku             | Y. Väisälä        | —         | MPC                           |
| 1472 Muonio       | 1938 UQ    | 18 out 1938 | Turku             | Y. Väisälä        | —         | MPC                           |
| 1473 Ounas        | 1938 UT    | 22 out 1938 | Turku             | Y. Väisälä        | —         | MPC                           |
| 1474 Beira        | 1935 QY    | 20 ago 1935 | Johannesburg      | C. Jackson        | —         | MPC                           |
| 1475 Yalta        | 1935 SM    | 21 set 1935 | Crimea-Simeis     | P. F. Shajn       | —         | MPC                           |
| 1476 Cox          | 1936 RA    | 10 set 1936 | Uccle             | E. Delporte       | —         | MPC                           |
| 1477 Bonsdorffia  | 1938 CC    | 6 fev 1938  | Turku             | Y. Väisälä        | —         | MPC                           |
| 1478 Vihuri       | 1938 CF    | 6 fev 1938  | Turku             | Y. Väisälä        | —         | MPC                           |
| 1479 Inkeri       | 1938 DE    | 16 fev 1938 | Turku             | Y. Väisälä        | —         | MPC                           |
| 1480 Aunus        | 1938 DK    | 18 fev 1938 | Turku             | Y. Väisälä        | —         | MPC                           |
| 1481 Tubingia     | 1938 DR    | 7 fev 1938  | Heidelberg        | K. Reinmuth       | —         | MPC                           |
| 1482 Sebastiana   | 1938 DA1   | 20 fev 1938 | Heidelberg        | K. Reinmuth       | —         | MPC                           |
| 1483 Hakoila      | 1938 DJ1   | 24 fev 1938 | Turku             | Y. Väisälä        | —         | MPC                           |
| 1484 Postrema     | 1938 HC    | 29 abr 1938 | Crimea-Simeis     | G. N. Neujmin     | —         | MPC                           |
| 1485 Isa          | 1938 OB    | 28 jul 1938 | Heidelberg        | K. Reinmuth       | Brangane  | MPC                           |
| 1486 Marilyn      | 1938 QA    | 23 ago 1938 | Uccle             | E. Delporte       | —         | MPC                           |
| 1487 Boda         | 1938 WC    | 17 nov 1938 | Heidelberg        | K. Reinmuth       | —         | MPC                           |
| 1488 Aura         | 1938 XE    | 15 dez 1938 | Turku             | Y. Väisälä        | —         | MPC                           |
| 1489 Attila       | 1939 GC    | 12 abr 1939 | Konkoly           | G. Kulin          | —         | MPC                           |
| 1490 Limpopo      | 1936 LB    | 14 jun 1936 | Johannesburg      | C. Jackson        | —         | MPC                           |
| 1491 Balduinus    | 1938 EJ    | 23 fev 1938 | Uccle             | E. Delporte       | —         | MPC                           |
| 1492 Oppolzer     | 1938 FL    | 23 mar 1938 | Turku             | Y. Väisälä        | —         | MPC                           |
| 1493 Sigrid       | 1938 QB    | 26 ago 1938 | Uccle             | E. Delporte       | —         | MPC                           |
| 1494 Savo         | 1938 SJ    | 16 set 1938 | Turku             | Y. Väisälä        | —         | MPC                           |
| 1495 Helsinki     | 1938 SW    | 21 set 1938 | Turku             | Y. Väisälä        | Phocaea   | MPC                           |
| 1496 Turku        | 1938 SA1   | 22 set 1938 | Turku             | Y. Väisälä        | —         | MPC                           |
| 1497 Tampere      | 1938 SB1   | 22 set 1938 | Turku             | Y. Väisälä        | —         | MPC                           |
| 1498 Lahti        | 1938 SK1   | 16 set 1938 | Turku             | Y. Väisälä        | —         | MPC                           |
| 1499 Pori         | 1938 UF    | 16 out 1938 | Turku             | Y. Väisälä        | Phocaea   | MPC                           |
| 1500 Jyväskylä    | 1938 UH    | 16 out 1938 | Turku             | Y. Väisälä        | —         | MPC                           |

## 1501–1600
| Designação          | Designação | Descoberta  | Descoberta           | Descobridor(es)        | Categoria | Mais informações / Referência |
| Permanente          | Provisória | Data        | Local                | Descobridor(es)        | Categoria | Mais informações / Referência |
| ------------------- | ---------- | ----------- | -------------------- | ---------------------- | --------- | ----------------------------- |
| 1501 Baade          | 1938 UJ    | 20 out 1938 | Hamburg-Bergedorf    | A. Wachmann            | —         | MPC                           |
| 1502 Arenda         | 1938 WB    | 17 nov 1938 | Heidelberg           | K. Reinmuth            | —         | MPC                           |
| 1503 Kuopio         | 1938 XD    | 15 dez 1938 | Turku                | Y. Väisälä             | Phocaea   | MPC                           |
| 1504 Lappeenranta   | 1939 FM    | 23 mar 1939 | Turku                | L. Oterma              | —         | MPC                           |
| 1505 Koranna        | 1939 HH    | 21 abr 1939 | Johannesburg         | C. Jackson             | —         | MPC                           |
| 1506 Xosa           | 1939 JC    | 15 mai 1939 | Johannesburg         | C. Jackson             | —         | MPC                           |
| 1507 Vaasa          | 1939 RD    | 12 set 1939 | Turku                | L. Oterma              | —         | MPC                           |
| 1508 Kemi           | 1938 UP    | 21 out 1938 | Turku                | H. Alikoski            | —         | MPC                           |
| 1509 Esclangona     | 1938 YG    | 21 dez 1938 | Nice                 | A. Patry               | —         | MPC                           |
| 1510 Charlois       | 1939 DC    | 22 fev 1939 | Nice                 | A. Patry               | —         | MPC                           |
| 1511 Dalera         | 1939 FB    | 22 mar 1939 | Algiers              | L. Boyer               | —         | MPC                           |
| 1512 Oulu           | 1939 FE    | 18 mar 1939 | Turku                | H. Alikoski            | Juno      | MPC                           |
| 1513 Matra          | 1940 EB    | 10 mar 1940 | Konkoly              | G. Kulin               | —         | MPC                           |
| 1514 Ricouxa        | 1906 UR    | 22 ago 1906 | Heidelberg           | M. F. Wolf             | —         | MPC                           |
| 1515 Perrotin       | 1936 VG    | 15 nov 1936 | Nice                 | A. Patry               | —         | MPC                           |
| 1516 Henry          | 1938 BG    | 28 jan 1938 | Nice                 | A. Patry               | —         | MPC                           |
| 1517 Beograd        | 1938 FD    | 20 mar 1938 | Belgrade             | M. B. Protić           | —         | MPC                           |
| 1518 Rovaniemi      | 1938 UA    | 15 out 1938 | Turku                | Y. Väisälä             | —         | MPC                           |
| 1519 Kajaani        | 1938 UB    | 15 out 1938 | Turku                | Y. Väisälä             | —         | MPC                           |
| 1520 Imatra         | 1938 UY    | 22 out 1938 | Turku                | Y. Väisälä             | —         | MPC                           |
| 1521 Seinajoki      | 1938 UB1   | 22 out 1938 | Turku                | Y. Väisälä             | Eos       | MPC                           |
| 1522 Kokkola        | 1938 WO    | 18 nov 1938 | Turku                | L. Oterma              | —         | MPC                           |
| 1523 Pieksämäki     | 1939 BC    | 18 jan 1939 | Turku                | Y. Väisälä             | —         | MPC                           |
| 1524 Joensuu        | 1939 SB    | 18 set 1939 | Turku                | Y. Väisälä             | —         | MPC                           |
| 1525 Savonlinna     | 1939 SC    | 18 set 1939 | Turku                | Y. Väisälä             | —         | MPC                           |
| 1526 Mikkeli        | 1939 TF    | 7 out 1939  | Turku                | Y. Väisälä             | —         | MPC                           |
| 1527 Malmquista     | 1939 UG    | 18 out 1939 | Turku                | Y. Väisälä             | —         | MPC                           |
| 1528 Conrada        | 1940 CA    | 10 fev 1940 | Heidelberg           | K. Reinmuth            | —         | MPC                           |
| 1529 Oterma         | 1938 BC    | 26 jan 1938 | Turku                | Y. Väisälä             | —         | MPC                           |
| 1530 Rantaseppa     | 1938 SG    | 16 set 1938 | Turku                | Y. Väisälä             | —         | MPC                           |
| 1531 Hartmut        | 1938 SH    | 17 set 1938 | Heidelberg           | A. Bohrmann            | Phocaea   | MPC                           |
| 1532 Inari          | 1938 SM    | 16 set 1938 | Turku                | Y. Väisälä             | Brangane  | MPC                           |
| 1533 Saimaa         | 1939 BD    | 19 jan 1939 | Turku                | Y. Väisälä             | —         | MPC                           |
| 1534 Nasi           | 1939 BK    | 20 jan 1939 | Turku                | Y. Väisälä             | —         | MPC                           |
| 1535 Paijanne       | 1939 RC    | 9 set 1939  | Turku                | Y. Väisälä             | —         | MPC                           |
| 1536 Pielinen       | 1939 SE    | 18 set 1939 | Turku                | Y. Väisälä             | —         | MPC                           |
| 1537 Transylvania   | 1940 QA    | 27 ago 1940 | Konkoly              | G. Strommer            | —         | MPC                           |
| 1538 Detre          | 1940 RF    | 8 set 1940  | Konkoly              | G. Kulin               | —         | MPC                           |
| 1539 Borrelly       | 1940 UB    | 29 out 1940 | Nice                 | A. Patry               | —         | MPC                           |
| 1540 Kevola         | 1938 WK    | 16 nov 1938 | Turku                | L. Oterma              | —         | MPC                           |
| 1541 Estonia        | 1939 CK    | 12 fev 1939 | Turku                | Y. Väisälä             | —         | MPC                           |
| 1542 Schalen        | 1941 QE    | 26 ago 1941 | Turku                | Y. Väisälä             | —         | MPC                           |
| 1543 Bourgeois      | 1941 SJ    | 21 set 1941 | Uccle                | E. Delporte            | —         | MPC                           |
| 1544 Vinterhansenia | 1941 UK    | 15 out 1941 | Turku                | L. Oterma              | —         | MPC                           |
| 1545 Thernoe        | 1941 UW    | 15 out 1941 | Turku                | L. Oterma              | —         | MPC                           |
| 1546 Izsak          | 1941 SG1   | 28 set 1941 | Konkoly              | G. Kulin               | —         | MPC                           |
| 1547 Nele           | 1929 CZ    | 12 fev 1929 | Uccle                | P. Bourgeois           | Eos       | MPC                           |
| 1548 Palomaa        | 1935 FK    | 26 mar 1935 | Turku                | Y. Väisälä             | —         | MPC                           |
| 1549 Mikko          | 1937 GA    | 2 abr 1937  | Turku                | Y. Väisälä             | —         | MPC                           |
| 1550 Tito           | 1937 WD    | 29 nov 1937 | Belgrade             | M. B. Protić           | —         | MPC                           |
| 1551 Argelander     | 1938 DC1   | 24 fev 1938 | Turku                | Y. Väisälä             | —         | MPC                           |
| 1552 Bessel         | 1938 DE1   | 24 fev 1938 | Turku                | Y. Väisälä             | Brangane  | MPC                           |
| 1553 Bauersfelda    | 1940 AD    | 13 jan 1940 | Heidelberg           | K. Reinmuth            | —         | MPC                           |
| 1554 Yugoslavia     | 1940 RE    | 6 set 1940  | Belgrade             | M. B. Protić           | Phocaea   | MPC                           |
| 1555 Dejan          | 1941 SA    | 15 set 1941 | Uccle                | F. Rigaux              | —         | MPC                           |
| 1556 Wingolfia      | 1942 AA    | 14 jan 1942 | Heidelberg           | K. Reinmuth            | —         | MPC                           |
| 1557 Roehla         | 1942 AD    | 14 jan 1942 | Heidelberg           | K. Reinmuth            | Brangane  | MPC                           |
| 1558 Jarnefelt      | 1942 BD    | 20 jan 1942 | Turku                | L. Oterma              | —         | MPC                           |
| 1559 Kustaanheimo   | 1942 BF    | 20 jan 1942 | Turku                | L. Oterma              | —         | MPC                           |
| 1560 Strattonia     | 1942 XB    | 3 dez 1942  | Uccle                | E. Delporte            | —         | MPC                           |
| 1561 Fricke         | 1941 CG    | 15 fev 1941 | Heidelberg           | K. Reinmuth            | Ursula    | MPC                           |
| 1562 Gondolatsch    | 1943 EE    | 9 mar 1943  | Heidelberg           | K. Reinmuth            | —         | MPC                           |
| 1563 Noël           | 1943 EG    | 7 mar 1943  | Uccle                | S. Arend               | —         | MPC                           |
| 1564 Srbija         | 1936 TB    | 15 out 1936 | Belgrade             | M. B. Protić           | —         | MPC                           |
| 1565 Lemaître       | 1948 WA    | 25 nov 1948 | Uccle                | S. Arend               | —         | MPC                           |
| 1566 Ícaro          | 1949 MA    | 27 jun 1949 | Palomar              | W. Baade               | —         | MPC                           |
| 1567 Alikoski       | 1941 HN    | 22 abr 1941 | Turku                | Y. Väisälä             | —         | MPC                           |
| 1568 Aisleen        | 1946 QB    | 21 ago 1946 | Johannesburg         | E. L. Johnson          | —         | MPC                           |
| 1569 Evita          | 1948 PA    | 3 ago 1948  | La Plata Observatory | M. Itzigsohn           | —         | MPC                           |
| 1570 Brunonia       | 1948 TX    | 9 out 1948  | Uccle                | S. Arend               | —         | MPC                           |
| 1571 Cesco          | 1950 FJ    | 20 mar 1950 | La Plata Observatory | M. Itzigsohn           | —         | MPC                           |
| 1572 Posnania       | 1949 SC    | 22 set 1949 | Poznań               | J. Dobrzycki, A. Kwiek | —         | MPC                           |
| 1573 Väisälä        | 1949 UA    | 27 out 1949 | Uccle                | S. Arend               | —         | MPC                           |
| 1574 Meyer          | 1949 FD    | 22 mar 1949 | Algiers              | L. Boyer               | —         | MPC                           |
| 1575 Winifred       | 1950 HH    | 20 abr 1950 | Brooklyn             | Indiana University     | —         | MPC                           |
| 1576 Fabiola        | 1948 SA    | 30 set 1948 | Uccle                | S. Arend               | —         | MPC                           |
| 1577 Reiss          | 1949 BA    | 19 jan 1949 | Algiers              | L. Boyer               | —         | MPC                           |
| 1578 Kirkwood       | 1951 AT    | 10 jan 1951 | Brooklyn             | Indiana University     | Juno      | MPC                           |
| 1579 Herrick        | 1948 SB    | 30 set 1948 | Uccle                | S. Arend               | —         | MPC                           |
| 1580 Betulia        | 1950 KA    | 22 mai 1950 | Johannesburg         | E. L. Johnson          | —         | MPC                           |
| 1581 Abanderada     | 1950 LA1   | 15 jun 1950 | La Plata Observatory | M. Itzigsohn           | —         | MPC                           |
| 1582 Martir         | 1950 LY    | 15 jun 1950 | La Plata Observatory | M. Itzigsohn           | —         | MPC                           |
| 1583 Antilochus     | 1950 SA    | 19 set 1950 | Uccle                | S. Arend               | Vesta     | MPC                           |
| 1584 Fuji           | 1927 CR    | 7 fev 1927  | Tokyo                | O. Oikawa              | —         | MPC                           |
| 1585 Union          | 1947 RG    | 7 set 1947  | Johannesburg         | E. L. Johnson          | —         | MPC                           |
| 1586 Thiele         | 1939 CJ    | 13 fev 1939 | Hamburg-Bergedorf    | A. Wachmann            | —         | MPC                           |
| 1587 Kahrstedt      | 1933 FS1   | 25 mar 1933 | Heidelberg           | K. Reinmuth            | —         | MPC                           |
| 1588 Descamisada    | 1951 MH    | 27 jun 1951 | La Plata Observatory | M. Itzigsohn           | Brangane  | MPC                           |
| 1589 Fanatica       | 1950 RK    | 13 set 1950 | La Plata Observatory | M. Itzigsohn           | —         | MPC                           |
| 1590 Tsiolkovskaja  | 1933 NA    | 1 jul 1933  | Crimea-Simeis        | G. N. Neujmin          | —         | MPC                           |
| 1591 Baize          | 1951 KA    | 31 mai 1951 | Uccle                | S. Arend               | —         | MPC                           |
| 1592 Mathieu        | 1951 LA    | 1 jun 1951  | Uccle                | S. Arend               | —         | MPC                           |
| 1593 Fagnes         | 1951 LB    | 1 jun 1951  | Uccle                | S. Arend               | —         | MPC                           |
| 1594 Danjon         | 1949 WA    | 23 nov 1949 | Algiers              | L. Boyer               | —         | MPC                           |
| 1595 Tanga          | 1930 ME    | 19 jun 1930 | Johannesburg         | C. Jackson, H. E. Wood | —         | MPC                           |
| 1596 Itzigsohn      | 1951 EV    | 8 mar 1951  | La Plata Observatory | M. Itzigsohn           | —         | MPC                           |
| 1597 Laugier        | 1949 EB    | 7 mar 1949  | Algiers              | L. Boyer               | —         | MPC                           |
| 1598 Paloque        | 1950 CA    | 11 fev 1950 | Algiers              | L. Boyer               | —         | MPC                           |
| 1599 Giomus         | 1950 WA    | 17 nov 1950 | Algiers              | L. Boyer               | Ursula    | MPC                           |
| 1600 Vyssotsky      | 1947 UC    | 22 out 1947 | Mount Hamilton       | C. A. Wirtanen         | —         | MPC                           |

## 1601–1700
| Designação        | Designação | Descoberta  | Descoberta           | Descobridor(es)            | Categoria | Mais informações / Referência |
| Permanente        | Provisória | Data        | Local                | Descobridor(es)            | Categoria | Mais informações / Referência |
| ----------------- | ---------- | ----------- | -------------------- | -------------------------- | --------- | ----------------------------- |
| 1601 Patry        | 1942 KA    | 18 mai 1942 | Algiers              | L. Boyer                   | —         | MPC                           |
| 1602 Indiana      | 1950 GF    | 14 mar 1950 | Brooklyn             | Indiana University         | —         | MPC                           |
| 1603 Neva         | 1926 VH    | 4 nov 1926  | Crimea-Simeis        | G. N. Neujmin              | —         | MPC                           |
| 1604 Tombaugh     | 1931 FH    | 24 mar 1931 | Flagstaff            | C. O. Lampland             | Brangane  | MPC                           |
| 1605 Milankovitch | 1936 GA    | 13 abr 1936 | Uccle                | P. Đurković                | —         | MPC                           |
| 1606 Jekhovsky    | 1950 RH    | 14 set 1950 | Algiers              | L. Boyer                   | —         | MPC                           |
| 1607 Mavis        | 1950 RA    | 3 set 1950  | Johannesburg         | E. L. Johnson              | —         | MPC                           |
| 1608 Munoz        | 1951 RZ    | 1 set 1951  | La Plata Observatory | M. Itzigsohn               | —         | MPC                           |
| 1609 Brenda       | 1951 NL    | 10 jul 1951 | Johannesburg         | E. L. Johnson              | —         | MPC                           |
| 1610 Mirnaya      | 1928 RT    | 11 set 1928 | Crimea-Simeis        | P. F. Shajn                | —         | MPC                           |
| 1611 Beyer        | 1950 DJ    | 17 fev 1950 | Heidelberg           | K. Reinmuth                | Ursula    | MPC                           |
| 1612 Hirose       | 1950 BJ    | 23 jan 1950 | Heidelberg           | K. Reinmuth                | —         | MPC                           |
| 1613 Smiley       | 1950 SD    | 16 set 1950 | Uccle                | S. Arend                   | —         | MPC                           |
| 1614 Goldschmidt  | 1952 HA    | 18 abr 1952 | Uccle                | A. Schmitt                 | —         | MPC                           |
| 1615 Bardwell     | 1950 BW    | 28 jan 1950 | Brooklyn             | Indiana University         | —         | MPC                           |
| 1616 Filipoff     | 1950 EA    | 15 mar 1950 | Algiers              | L. Boyer                   | —         | MPC                           |
| 1617 Alschmitt    | 1952 FB    | 20 mar 1952 | Algiers              | L. Boyer                   | —         | MPC                           |
| 1618 Dawn         | 1948 NF    | 5 jul 1948  | Johannesburg         | E. L. Johnson              | —         | MPC                           |
| 1619 Ueta         | 1953 TA    | 11 out 1953 | Kwasan               | T. Mitani                  | —         | MPC                           |
| 1620 Geographos   | 1951 RA    | 14 set 1951 | Palomar              | A. G. Wilson, R. Minkowski | —         | MPC                           |
| 1621 Druzhba      | 1926 TM    | 1 out 1926  | Crimea-Simeis        | S. Belyavskyj              | —         | MPC                           |
| 1622 Chacornac    | 1952 EA    | 15 mar 1952 | Uccle                | A. Schmitt                 | —         | MPC                           |
| 1623 Vivian       | 1948 PL    | 9 ago 1948  | Johannesburg         | E. L. Johnson              | —         | MPC                           |
| 1624 Rabe         | 1931 TT1   | 9 out 1931  | Heidelberg           | K. Reinmuth                | —         | MPC                           |
| 1625 The NORC     | 1953 RB    | 1 set 1953  | Uccle                | S. Arend                   | —         | MPC                           |
| 1626 Sadeya       | 1927 AA    | 10 jan 1927 | Barcelona            | J. Comas i Solà            | —         | MPC                           |
| 1627 Ivar         | 1929 SH    | 25 set 1929 | Johannesburg         | E. Hertzsprung             | —         | MPC                           |
| 1628 Strobel      | 1923 OG    | 11 set 1923 | Heidelberg           | K. Reinmuth                | —         | MPC                           |
| 1629 Pecker       | 1952 DB    | 28 fev 1952 | Algiers              | L. Boyer                   | —         | MPC                           |
| 1630 Milet        | 1952 DA    | 28 fev 1952 | Algiers              | L. Boyer                   | —         | MPC                           |
| 1631 Kopff        | 1936 UC    | 11 out 1936 | Turku                | Y. Väisälä                 | —         | MPC                           |
| 1632 Siebohme     | 1941 DF    | 26 fev 1941 | Heidelberg           | K. Reinmuth                | —         | MPC                           |
| 1633 Chimay       | 1929 EC    | 3 mar 1929  | Uccle                | S. Arend                   | —         | MPC                           |
| 1634 Ndola        | 1935 QP    | 19 ago 1935 | Johannesburg         | C. Jackson                 | —         | MPC                           |
| 1635 Bohrmann     | 1924 QW    | 7 mar 1924  | Heidelberg           | K. Reinmuth                | —         | MPC                           |
| 1636 Porter       | 1950 BH    | 23 jan 1950 | Heidelberg           | K. Reinmuth                | —         | MPC                           |
| 1637 Swings       | 1936 QO    | 28 ago 1936 | Uccle                | J. Hunaerts                | —         | MPC                           |
| 1638 Ruanda       | 1935 JF    | 3 mai 1935  | Johannesburg         | C. Jackson                 | —         | MPC                           |
| 1639 Bower        | 1951 RB    | 12 set 1951 | Uccle                | S. Arend                   | —         | MPC                           |
| 1640 Nemo         | 1951 QA    | 31 ago 1951 | Uccle                | S. Arend                   | —         | MPC                           |
| 1641 Tana         | 1935 OJ    | 25 jul 1935 | Johannesburg         | C. Jackson                 | Brangane  | MPC                           |
| 1642 Hill         | 1951 RU    | 4 set 1951  | Heidelberg           | K. Reinmuth                | —         | MPC                           |
| 1643 Brown        | 1951 RQ    | 4 set 1951  | Heidelberg           | K. Reinmuth                | —         | MPC                           |
| 1644 Rafita       | 1935 YA    | 16 dez 1935 | Madrid               | R. Carrasco                | —         | MPC                           |
| 1645 Waterfield   | 1933 OJ    | 24 jul 1933 | Heidelberg           | K. Reinmuth                | —         | MPC                           |
| 1646 Rosseland    | 1939 BG    | 19 jan 1939 | Turku                | Y. Väisälä                 | —         | MPC                           |
| 1647 Menelaus     | 1957 MK    | 23 jun 1957 | Palomar              | S. B. Nicholson            | Vesta     | MPC                           |
| 1648 Shajna       | 1935 RF    | 5 set 1935  | Crimea-Simeis        | P. F. Shajn                | —         | MPC                           |
| 1649 Fabre        | 1951 DE    | 27 fev 1951 | Algiers              | L. Boyer                   | Brangane  | MPC                           |
| 1650 Heckmann     | 1937 TG    | 11 out 1937 | Heidelberg           | K. Reinmuth                | —         | MPC                           |
| 1651 Behrens      | 1936 HD    | 23 abr 1936 | Nice                 | M. Laugier                 | —         | MPC                           |
| 1652 Hergé        | 1953 PA    | 9 ago 1953  | Uccle                | S. Arend                   | —         | MPC                           |
| 1653 Yakhontovia  | 1937 RA    | 30 ago 1937 | Crimea-Simeis        | G. N. Neujmin              | —         | MPC                           |
| 1654 Bojeva       | 1931 TL    | 8 out 1931  | Crimea-Simeis        | P. F. Shajn                | Brangane  | MPC                           |
| 1655 Comas Sola   | 1929 WG    | 28 nov 1929 | Barcelona            | J. Comas i Solà            | —         | MPC                           |
| 1656 Suomi        | 1942 EC    | 11 mar 1942 | Turku                | Y. Väisälä                 | —         | MPC                           |
| 1657 Roemera      | 1961 EA    | 6 mar 1961  | Zimmerwald           | P. Wild                    | —         | MPC                           |
| 1658 Innes        | 1953 NA    | 13 jul 1953 | Johannesburg         | J. A. Bruwer               | —         | MPC                           |
| 1659 Punkaharju   | 1940 YL    | 28 dez 1940 | Turku                | Y. Väisälä                 | —         | MPC                           |
| 1660 Wood         | 1953 GA    | 7 abr 1953  | Johannesburg         | J. A. Bruwer               | —         | MPC                           |
| 1661 Granule      | 1916 FA    | 31 mar 1916 | Heidelberg           | M. F. Wolf                 | —         | MPC                           |
| 1662 Hoffmann     | 1923 RB    | 11 set 1923 | Heidelberg           | K. Reinmuth                | Eos       | MPC                           |
| 1663 van den Bos  | 1926 PE    | 4 ago 1926  | Johannesburg         | H. E. Wood                 | —         | MPC                           |
| 1664 Felix        | 1929 CD    | 4 fev 1929  | Uccle                | E. Delporte                | —         | MPC                           |
| 1665 Gaby         | 1930 DQ    | 27 fev 1930 | Heidelberg           | K. Reinmuth                | —         | MPC                           |
| 1666 van Gent     | 1930 OG    | 22 jul 1930 | Johannesburg         | H. van Gent                | —         | MPC                           |
| 1667 Pels         | 1930 SY    | 16 set 1930 | Johannesburg         | H. van Gent                | —         | MPC                           |
| 1668 Hanna        | 1933 OK    | 24 jul 1933 | Heidelberg           | K. Reinmuth                | —         | MPC                           |
| 1669 Dagmar       | 1934 RS    | 7 set 1934  | Heidelberg           | K. Reinmuth                | —         | MPC                           |
| 1670 Minnaert     | 1934 RZ    | 9 set 1934  | Johannesburg         | H. van Gent                | —         | MPC                           |
| 1671 Chaika       | 1934 TD    | 3 out 1934  | Crimea-Simeis        | G. N. Neujmin              | —         | MPC                           |
| 1672 Gezelle      | 1935 BD    | 29 jan 1935 | Uccle                | E. Delporte                | —         | MPC                           |
| 1673 van Houten   | 1937 TH    | 11 out 1937 | Heidelberg           | K. Reinmuth                | —         | MPC                           |
| 1674 Groeneveld   | 1938 DS    | 7 fev 1938  | Heidelberg           | K. Reinmuth                | —         | MPC                           |
| 1675 Simonida     | 1938 FB    | 20 mar 1938 | Belgrade             | M. B. Protić               | —         | MPC                           |
| 1676 Kariba       | 1939 LC    | 15 jun 1939 | Johannesburg         | C. Jackson                 | —         | MPC                           |
| 1677 Tycho Brahe  | 1940 RO    | 6 set 1940  | Turku                | Y. Väisälä                 | —         | MPC                           |
| 1678 Hveen        | 1940 YH    | 28 dez 1940 | Turku                | Y. Väisälä                 | —         | MPC                           |
| 1679 Nevanlinna   | 1941 FR    | 18 mar 1941 | Turku                | L. Oterma                  | —         | MPC                           |
| 1680 Per Brahe    | 1942 CH    | 12 fev 1942 | Turku                | L. Oterma                  | —         | MPC                           |
| 1681 Steinmetz    | 1948 WE    | 23 nov 1948 | Nice                 | M. Laugier                 | —         | MPC                           |
| 1682 Karel        | 1949 PH    | 2 ago 1949  | Heidelberg           | K. Reinmuth                | —         | MPC                           |
| 1683 Castafiore   | 1950 SL    | 19 set 1950 | Uccle                | S. Arend                   | —         | MPC                           |
| 1684 Iguassu      | 1951 QE    | 23 ago 1951 | La Plata Observatory | M. Itzigsohn               | —         | MPC                           |
| 1685 Toro         | 1948 OA    | 17 jul 1948 | Mount Hamilton       | C. A. Wirtanen             | —         | MPC                           |
| 1686 De Sitter    | 1935 SR1   | 28 set 1935 | Johannesburg         | H. van Gent                | —         | MPC                           |
| 1687 Glarona      | 1965 SC    | 19 set 1965 | Zimmerwald           | P. Wild                    | —         | MPC                           |
| 1688 Wilkens      | 1951 EQ1   | 3 mar 1951  | La Plata Observatory | M. Itzigsohn               | Pallas    | MPC                           |
| 1689 Floris-Jan   | 1930 SO    | 16 set 1930 | Johannesburg         | H. van Gent                | —         | MPC                           |
| 1690 Mayrhofer    | 1948 VB    | 8 nov 1948  | Nice                 | M. Laugier                 | —         | MPC                           |
| 1691 Oort         | 1956 RB    | 9 set 1956  | Heidelberg           | K. Reinmuth                | —         | MPC                           |
| 1692 Subbotina    | 1936 QD    | 16 ago 1936 | Crimea-Simeis        | G. N. Neujmin              | —         | MPC                           |
| 1693 Hertzsprung  | 1935 LA    | 5 mai 1935  | Johannesburg         | H. van Gent                | —         | MPC                           |
| 1694 Kaiser       | 1934 SB    | 29 set 1934 | Johannesburg         | H. van Gent                | —         | MPC                           |
| 1695 Walbeck      | 1941 UO    | 15 out 1941 | Turku                | L. Oterma                  | —         | MPC                           |
| 1696 Nurmela      | 1939 FF    | 18 mar 1939 | Turku                | Y. Väisälä                 | —         | MPC                           |
| 1697 Koskenniemi  | 1940 RM    | 8 set 1940  | Turku                | H. Alikoski                | —         | MPC                           |
| 1698 Christophe   | 1934 CS    | 10 fev 1934 | Uccle                | E. Delporte                | —         | MPC                           |
| 1699 Honkasalo    | 1941 QD    | 26 ago 1941 | Turku                | Y. Väisälä                 | —         | MPC                           |
| 1700 Zvezdara     | 1940 QC    | 26 ago 1940 | Belgrade             | P. Đurković                | —         | MPC                           |

## 1701–1800
| Designação          | Designação | Descoberta  | Descoberta           | Descobridor(es)            | Categoria | Mais informações / Referência |
| Permanente          | Provisória | Data        | Local                | Descobridor(es)            | Categoria | Mais informações / Referência |
| ------------------- | ---------- | ----------- | -------------------- | -------------------------- | --------- | ----------------------------- |
| 1701 Okavango       | 1953 NJ    | 6 jul 1953  | Johannesburg         | J. Churms                  | —         | MPC                           |
| 1702 Kalahari       | 1924 NC    | 7 jul 1924  | Johannesburg         | E. Hertzsprung             | —         | MPC                           |
| 1703 Barry          | 1930 RB    | 2 set 1930  | Heidelberg           | M. F. Wolf                 | —         | MPC                           |
| 1704 Wachmann       | 1924 EE    | 7 mar 1924  | Heidelberg           | K. Reinmuth                | —         | MPC                           |
| 1705 Tapio          | 1941 SL1   | 26 set 1941 | Turku                | L. Oterma                  | —         | MPC                           |
| 1706 Dieckvoss      | 1931 TS    | 5 out 1931  | Heidelberg           | K. Reinmuth                | —         | MPC                           |
| 1707 Chantal        | 1932 RL    | 8 set 1932  | Uccle                | E. Delporte                | —         | MPC                           |
| 1708 Polit          | 1929 XA    | 1 dez 1929  | Barcelona            | J. Comas i Solà            | —         | MPC                           |
| 1709 Ukraina        | 1925 QA    | 16 ago 1925 | Crimea-Simeis        | G. Shajn                   | —         | MPC                           |
| 1710 Gothard        | 1941 UF    | 20 out 1941 | Konkoly              | G. Kulin                   | —         | MPC                           |
| 1711 Sandrine       | 1935 BB    | 29 jan 1935 | Uccle                | E. Delporte                | Brangane  | MPC                           |
| 1712 Angola         | 1935 KC    | 28 mai 1935 | Johannesburg         | C. Jackson                 | —         | MPC                           |
| 1713 Bancilhon      | 1951 SC    | 27 set 1951 | Algiers              | L. Boyer                   | —         | MPC                           |
| 1714 Sy             | 1951 OA    | 25 jul 1951 | Algiers              | L. Boyer                   | —         | MPC                           |
| 1715 Salli          | 1938 GK    | 9 abr 1938  | Turku                | H. Alikoski                | —         | MPC                           |
| 1716 Peter          | 1934 GF    | 4 abr 1935  | Heidelberg           | K. Reinmuth                | —         | MPC                           |
| 1717 Arlon          | 1954 AC    | 8 jan 1954  | Uccle                | S. Arend                   | —         | MPC                           |
| 1718 Namibia        | 1942 RX    | 14 set 1942 | Turku                | M. Väisälä                 | —         | MPC                           |
| 1719 Jens           | 1950 DP    | 17 fev 1950 | Heidelberg           | K. Reinmuth                | —         | MPC                           |
| 1720 Niels          | 1935 CQ    | 7 fev 1935  | Heidelberg           | K. Reinmuth                | —         | MPC                           |
| 1721 Wells          | 1953 TD3   | 3 out 1953  | Brooklyn             | Indiana University         | —         | MPC                           |
| 1722 Goffin         | 1938 EG    | 23 fev 1938 | Uccle                | E. Delporte                | —         | MPC                           |
| 1723 Klemola        | 1936 FX    | 18 mar 1936 | Turku                | Y. Väisälä                 | Brangane  | MPC                           |
| 1724 Vladimir       | 1932 DC    | 28 fev 1932 | Uccle                | E. Delporte                | —         | MPC                           |
| 1725 CrAO           | 1930 SK    | 20 set 1930 | Crimea-Simeis        | G. N. Neujmin              | —         | MPC                           |
| 1726 Hoffmeister    | 1933 OE    | 24 jul 1933 | Heidelberg           | K. Reinmuth                | —         | MPC                           |
| 1727 Mette          | 1965 BA    | 25 jan 1965 | Bloemfontein         | A. D. Andrews              | —         | MPC                           |
| 1728 Goethe Link    | 1964 TO    | 12 out 1964 | Brooklyn             | Indiana University         | —         | MPC                           |
| 1729 Beryl          | 1963 SL    | 19 set 1963 | Brooklyn             | Indiana University         | —         | MPC                           |
| 1730 Marceline      | 1936 UA    | 17 out 1936 | Nice                 | M. Laugier                 | —         | MPC                           |
| 1731 Smuts          | 1948 PH    | 9 ago 1948  | Johannesburg         | E. L. Johnson              | —         | MPC                           |
| 1732 Heike          | 1943 EY    | 9 mar 1943  | Heidelberg           | K. Reinmuth                | Brangane  | MPC                           |
| 1733 Silke          | 1938 DL1   | 19 fev 1938 | Heidelberg           | A. Bohrmann                | —         | MPC                           |
| 1734 Zhongolovich   | 1928 TJ    | 11 out 1928 | Crimea-Simeis        | G. N. Neujmin              | —         | MPC                           |
| 1735 ITA            | 1948 RJ1   | 10 set 1948 | Crimea-Simeis        | P. F. Shajn                | —         | MPC                           |
| 1736 Floirac        | 1967 RA    | 6 set 1967  | Bordeaux             | G. Soulié                  | —         | MPC                           |
| 1737 Severny        | 1966 TJ    | 13 out 1966 | Nauchnij             | L. I. Chernykh             | Brangane  | MPC                           |
| 1738 Oosterhoff     | 1930 SP    | 16 set 1930 | Johannesburg         | H. van Gent                | —         | MPC                           |
| 1739 Meyermann      | 1939 PF    | 15 ago 1939 | Heidelberg           | K. Reinmuth                | —         | MPC                           |
| 1740 Paavo Nurmi    | 1939 UA    | 18 out 1939 | Turku                | Y. Väisälä                 | —         | MPC                           |
| 1741 Giclas         | 1960 BC    | 26 jan 1960 | Brooklyn             | Indiana University         | —         | MPC                           |
| 1742 Schaifers      | 1934 RO    | 7 set 1934  | Heidelberg           | K. Reinmuth                | —         | MPC                           |
| 1743 Schmidt        | 4109 P-L   | 24 set 1960 | Palomar              | PLS                        | —         | MPC                           |
| 1744 Harriet        | 6557 P-L   | 24 set 1960 | Palomar              | PLS                        | —         | MPC                           |
| 1745 Ferguson       | 1941 SY1   | 17 set 1941 | Washington           | J. Willis                  | —         | MPC                           |
| 1746 Brouwer        | 1963 RF    | 14 set 1963 | Brooklyn             | Indiana University         | —         | MPC                           |
| 1747 Wright         | 1947 NH    | 14 jul 1947 | Mount Hamilton       | C. A. Wirtanen             | —         | MPC                           |
| 1748 Mauderli       | 1966 RA    | 7 set 1966  | Zimmerwald           | P. Wild                    | Juno      | MPC                           |
| 1749 Telamon        | 1949 SB    | 23 set 1949 | Heidelberg           | K. Reinmuth                | Vesta     | MPC                           |
| 1750 Eckert         | 1950 NA1   | 15 jul 1950 | Heidelberg           | K. Reinmuth                | —         | MPC                           |
| 1751 Herget         | 1955 OC    | 27 jul 1955 | Brooklyn             | Indiana University         | —         | MPC                           |
| 1752 van Herk       | 1930 OK    | 22 jul 1930 | Johannesburg         | H. van Gent                | —         | MPC                           |
| 1753 Mieke          | 1934 JM    | 10 mai 1934 | Johannesburg         | H. van Gent                | Brangane  | MPC                           |
| 1754 Cunningham     | 1935 FE    | 29 mar 1935 | Uccle                | E. Delporte                | Juno      | MPC                           |
| 1755 Lorbach        | 1936 VD    | 8 nov 1936  | Nice                 | M. Laugier                 | Brangane  | MPC                           |
| 1756 Giacobini      | 1937 YA    | 24 dez 1937 | Nice                 | A. Patry                   | —         | MPC                           |
| 1757 Porvoo         | 1939 FC    | 17 mar 1939 | Turku                | Y. Väisälä                 | —         | MPC                           |
| 1758 Naantali       | 1942 DK    | 18 fev 1942 | Turku                | L. Oterma                  | Brangane  | MPC                           |
| 1759 Kienle         | 1942 RF    | 11 set 1942 | Heidelberg           | K. Reinmuth                | —         | MPC                           |
| 1760 Sandra         | 1950 GB    | 10 abr 1950 | Johannesburg         | E. L. Johnson              | —         | MPC                           |
| 1761 Edmondson      | 1952 FN    | 30 mar 1952 | Brooklyn             | Indiana University         | —         | MPC                           |
| 1762 Russell        | 1953 TZ    | 8 out 1953  | Brooklyn             | Indiana University         | —         | MPC                           |
| 1763 Williams       | 1953 TN2   | 13 out 1953 | Brooklyn             | Indiana University         | —         | MPC                           |
| 1764 Cogshall       | 1953 VM1   | 7 nov 1953  | Brooklyn             | Indiana University         | —         | MPC                           |
| 1765 Wrubel         | 1957 XB    | 15 dez 1957 | Brooklyn             | Indiana University         | —         | MPC                           |
| 1766 Slipher        | 1962 RF    | 7 set 1962  | Brooklyn             | Indiana University         | —         | MPC                           |
| 1767 Lampland       | 1962 RJ    | 7 set 1962  | Brooklyn             | Indiana University         | Brangane  | MPC                           |
| 1768 Appenzella     | 1965 SA    | 23 set 1965 | Zimmerwald           | P. Wild                    | —         | MPC                           |
| 1769 Carlostorres   | 1966 QP    | 25 ago 1966 | Córdoba              | Z. Pereyra                 | —         | MPC                           |
| 1770 Schlesinger    | 1967 JR    | 10 mai 1967 | El Leoncito          | C. U. Cesco, A. R. Klemola | —         | MPC                           |
| 1771 Makover        | 1968 BD    | 24 jan 1968 | Nauchnij             | L. I. Chernykh             | —         | MPC                           |
| 1772 Gagarin        | 1968 CB    | 6 fev 1968  | Nauchnij             | L. I. Chernykh             | —         | MPC                           |
| 1773 Rumpelstilz    | 1968 HE    | 17 abr 1968 | Zimmerwald           | P. Wild                    | —         | MPC                           |
| 1774 Kulikov        | 1968 UG1   | 22 out 1968 | Nauchnij             | T. M. Smirnova             | —         | MPC                           |
| 1775 Zimmerwald     | 1969 JA    | 13 mai 1969 | Zimmerwald           | P. Wild                    | Phocaea   | MPC                           |
| 1776 Kuiper         | 2520 P-L   | 24 set 1960 | Palomar              | PLS                        | Brangane  | MPC                           |
| 1777 Gehrels        | 4007 P-L   | 24 set 1960 | Palomar              | PLS                        | —         | MPC                           |
| 1778 Alfven         | 4506 P-L   | 26 set 1960 | Palomar              | PLS                        | —         | MPC                           |
| 1779 Parana         | 1950 LZ    | 15 jun 1950 | La Plata Observatory | M. Itzigsohn               | —         | MPC                           |
| 1780 Kippes         | 1906 RA    | 12 set 1906 | Heidelberg           | A. Kopff                   | Brangane  | MPC                           |
| 1781 Van Biesbroeck | 1906 UB    | 17 out 1906 | Heidelberg           | A. Kopff                   | —         | MPC                           |
| 1782 Schneller      | 1931 TL1   | 6 out 1931  | Heidelberg           | K. Reinmuth                | —         | MPC                           |
| 1783 Albitskij      | 1935 FJ    | 24 mar 1935 | Crimea-Simeis        | G. N. Neujmin              | —         | MPC                           |
| 1784 Benguella      | 1935 MG    | 30 jun 1935 | Johannesburg         | C. Jackson                 | —         | MPC                           |
| 1785 Wurm           | 1941 CD    | 15 fev 1941 | Heidelberg           | K. Reinmuth                | —         | MPC                           |
| 1786 Raahe          | 1948 TL    | 9 out 1948  | Turku                | H. Alikoski                | Brangane  | MPC                           |
| 1787 Chiny          | 1950 SK    | 19 set 1950 | Uccle                | S. Arend                   | —         | MPC                           |
| 1788 Kiess          | 1952 OZ    | 25 jul 1952 | Brooklyn             | Indiana University         | —         | MPC                           |
| 1789 Dobrovolsky    | 1966 QC    | 19 ago 1966 | Nauchnij             | L. I. Chernykh             | —         | MPC                           |
| 1790 Volkov         | 1967 ER    | 9 mar 1967  | Nauchnij             | L. I. Chernykh             | —         | MPC                           |
| 1791 Patsayev       | 1967 RE    | 4 set 1967  | Nauchnij             | T. M. Smirnova             | —         | MPC                           |
| 1792 Reni           | 1968 BG    | 24 jan 1968 | Nauchnij             | L. I. Chernykh             | —         | MPC                           |
| 1793 Zoya           | 1968 DW    | 28 fev 1968 | Nauchnij             | T. M. Smirnova             | —         | MPC                           |
| 1794 Finsen         | 1970 GA    | 7 abr 1970  | Hartbeespoort        | J. A. Bruwer               | —         | MPC                           |
| 1795 Woltjer        | 4010 P-L   | 24 set 1960 | Palomar              | PLS                        | —         | MPC                           |
| 1796 Riga           | 1966 KB    | 16 mai 1966 | Nauchnij             | N. S. Chernykh             | —         | MPC                           |
| 1797 Schaumasse     | 1936 VH    | 15 nov 1936 | Nice                 | A. Patry                   | —         | MPC                           |
| 1798 Watts          | 1949 GC    | 4 abr 1949  | Brooklyn             | Indiana University         | —         | MPC                           |
| 1799 Koussevitzky   | 1950 OE    | 25 jul 1950 | Brooklyn             | Indiana University         | —         | MPC                           |
| 1800 Aguilar        | 1950 RJ    | 12 set 1950 | La Plata Observatory | M. Itzigsohn               | —         | MPC                           |

## 1801–1900
| Designação         | Designação | Descoberta  | Descoberta           | Descobridor(es)            | Categoria | Mais informações / Referência |
| Permanente         | Provisória | Data        | Local                | Descobridor(es)            | Categoria | Mais informações / Referência |
| ------------------ | ---------- | ----------- | -------------------- | -------------------------- | --------- | ----------------------------- |
| 1801 Titicaca      | 1952 SP1   | 23 set 1952 | La Plata Observatory | M. Itzigsohn               | Brangane  | MPC                           |
| 1802 Zhang Heng    | 1964 TW1   | 9 out 1964  | Nanking              | Purple Mountain Obs.       | —         | MPC                           |
| 1803 Zwicky        | 1967 CA    | 6 fev 1967  | Zimmerwald           | P. Wild                    | —         | MPC                           |
| 1804 Chebotarev    | 1967 GG    | 6 abr 1967  | Nauchnij             | T. M. Smirnova             | —         | MPC                           |
| 1805 Dirikis       | 1970 GD    | 1 abr 1970  | Nauchnij             | L. I. Chernykh             | —         | MPC                           |
| 1806 Derice        | 1971 LC    | 13 jun 1971 | Bickley              | Perth Obs.                 | —         | MPC                           |
| 1807 Slovakia      | 1971 QA    | 20 ago 1971 | Skalnaté Pleso       | M. Antal                   | Flora     | MPC                           |
| 1808 Bellerophon   | 2517 P-L   | 24 set 1960 | Palomar              | PLS                        | —         | MPC                           |
| 1809 Prometheus    | 2522 P-L   | 24 set 1960 | Palomar              | PLS                        | —         | MPC                           |
| 1810 Epimetheus    | 4196 P-L   | 24 set 1960 | Palomar              | PLS                        | —         | MPC                           |
| 1811 Bruwer        | 4576 P-L   | 24 set 1960 | Palomar              | PLS                        | —         | MPC                           |
| 1812 Gilgamesh     | 4645 P-L   | 24 set 1960 | Palomar              | PLS                        | Brangane  | MPC                           |
| 1813 Imhotep       | 7589 P-L   | 17 out 1960 | Palomar              | PLS                        | —         | MPC                           |
| 1814 Bach          | 1931 TW1   | 9 out 1931  | Heidelberg           | K. Reinmuth                | —         | MPC                           |
| 1815 Beethoven     | 1932 CE1   | 27 jan 1932 | Heidelberg           | K. Reinmuth                | —         | MPC                           |
| 1816 Liberia       | 1936 BD    | 29 jan 1936 | Johannesburg         | C. Jackson                 | —         | MPC                           |
| 1817 Katanga       | 1939 MB    | 20 jun 1939 | Johannesburg         | C. Jackson                 | —         | MPC                           |
| 1818 Brahms        | 1939 PE    | 15 ago 1939 | Heidelberg           | K. Reinmuth                | —         | MPC                           |
| 1819 Laputa        | 1948 PC    | 9 ago 1948  | Johannesburg         | E. L. Johnson              | —         | MPC                           |
| 1820 Lohmann       | 1949 PO    | 2 ago 1949  | Heidelberg           | K. Reinmuth                | —         | MPC                           |
| 1821 Aconcagua     | 1950 MB    | 24 jun 1950 | La Plata Observatory | M. Itzigsohn               | —         | MPC                           |
| 1822 Waterman      | 1950 OO    | 25 jul 1950 | Brooklyn             | Indiana University         | —         | MPC                           |
| 1823 Gliese        | 1951 RD    | 4 set 1951  | Heidelberg           | K. Reinmuth                | —         | MPC                           |
| 1824 Haworth       | 1952 FM    | 30 mar 1952 | Brooklyn             | Indiana University         | —         | MPC                           |
| 1825 Klare         | 1954 QH    | 31 ago 1954 | Heidelberg           | K. Reinmuth                | —         | MPC                           |
| 1826 Miller        | 1955 RC1   | 14 set 1955 | Brooklyn             | Indiana University         | Brangane  | MPC                           |
| 1827 Atkinson      | 1962 RK    | 7 set 1962  | Brooklyn             | Indiana University         | —         | MPC                           |
| 1828 Kashirina     | 1966 PH    | 14 ago 1966 | Nauchnij             | L. I. Chernykh             | —         | MPC                           |
| 1829 Dawson        | 1967 JJ    | 6 mai 1967  | El Leoncito          | C. U. Cesco, A. R. Klemola | —         | MPC                           |
| 1830 Pogson        | 1968 HA    | 17 abr 1968 | Zimmerwald           | P. Wild                    | Flora     | MPC                           |
| 1831 Nicholson     | 1968 HC    | 17 abr 1968 | Zimmerwald           | P. Wild                    | —         | MPC                           |
| 1832 Mrkos         | 1969 PC    | 11 ago 1969 | Nauchnij             | L. I. Chernykh             | —         | MPC                           |
| 1833 Shmakova      | 1969 PN    | 11 ago 1969 | Nauchnij             | L. I. Chernykh             | —         | MPC                           |
| 1834 Palach        | 1969 QP    | 22 ago 1969 | Hamburg-Bergedorf    | L. Kohoutek                | Brangane  | MPC                           |
| 1835 Gajdariya     | 1970 OE    | 30 jul 1970 | Nauchnij             | T. M. Smirnova             | —         | MPC                           |
| 1836 Komarov       | 1971 OT    | 26 jul 1971 | Nauchnij             | N. S. Chernykh             | —         | MPC                           |
| 1837 Osita         | 1971 QZ1   | 16 ago 1971 | El Leoncito          | J. Gibson                  | —         | MPC                           |
| 1838 Ursa          | 1971 UC    | 20 out 1971 | Zimmerwald           | P. Wild                    | —         | MPC                           |
| 1839 Ragazza       | 1971 UF    | 20 out 1971 | Zimmerwald           | P. Wild                    | —         | MPC                           |
| 1840 Hus           | 1971 UY    | 26 out 1971 | Hamburg-Bergedorf    | L. Kohoutek                | —         | MPC                           |
| 1841 Masaryk       | 1971 UO1   | 26 out 1971 | Hamburg-Bergedorf    | L. Kohoutek                | —         | MPC                           |
| 1842 Hynek         | 1972 AA    | 14 jan 1972 | Hamburg-Bergedorf    | L. Kohoutek                | —         | MPC                           |
| 1843 Jarmila       | 1972 AB    | 14 jan 1972 | Hamburg-Bergedorf    | L. Kohoutek                | —         | MPC                           |
| 1844 Susilva       | 1972 UB    | 30 out 1972 | Zimmerwald           | P. Wild                    | Brangane  | MPC                           |
| 1845 Helewalda     | 1972 UC    | 30 out 1972 | Zimmerwald           | P. Wild                    | —         | MPC                           |
| 1846 Bengt         | 6553 P-L   | 24 set 1960 | Palomar              | PLS                        | —         | MPC                           |
| 1847 Stobbe        | 1916 CA    | 1 fev 1916  | Hamburg-Bergedorf    | H. Thiele                  | —         | MPC                           |
| 1848 Delvaux       | 1933 QD    | 18 ago 1933 | Uccle                | E. Delporte                | —         | MPC                           |
| 1849 Kresak        | 1942 AB    | 14 jan 1942 | Heidelberg           | K. Reinmuth                | Brangane  | MPC                           |
| 1850 Kohoutek      | 1942 EN    | 23 mar 1942 | Heidelberg           | K. Reinmuth                | —         | MPC                           |
| 1851 Lacroute      | 1950 VA    | 9 nov 1950  | Algiers              | L. Boyer                   | —         | MPC                           |
| 1852 Carpenter     | 1955 GA    | 1 abr 1955  | Brooklyn             | Indiana University         | Brangane  | MPC                           |
| 1853 McElroy       | 1957 XE    | 15 dez 1957 | Brooklyn             | Indiana University         | —         | MPC                           |
| 1854 Skvortsov     | 1968 UE1   | 22 out 1968 | Nauchnij             | T. M. Smirnova             | —         | MPC                           |
| 1855 Korolev       | 1969 TU1   | 8 out 1969  | Nauchnij             | L. I. Chernykh             | —         | MPC                           |
| 1856 Ruzena        | 1969 TW1   | 8 out 1969  | Nauchnij             | L. I. Chernykh             | —         | MPC                           |
| 1857 Parchomenko   | 1971 QS1   | 30 ago 1971 | Nauchnij             | T. M. Smirnova             | —         | MPC                           |
| 1858 Lobachevskij  | 1972 QL    | 18 ago 1972 | Nauchnij             | L. V. Zhuravleva           | —         | MPC                           |
| 1859 Kovalevskaya  | 1972 RS2   | 4 set 1972  | Nauchnij             | L. V. Zhuravleva           | —         | MPC                           |
| 1860 Barbarossa    | 1973 SK    | 28 set 1973 | Zimmerwald           | P. Wild                    | —         | MPC                           |
| 1861 Komensky      | 1970 WB    | 24 nov 1970 | Hamburg-Bergedorf    | L. Kohoutek                | Brangane  | MPC                           |
| 1862 Apollo        | 1932 HA    | 24 abr 1932 | Heidelberg           | K. Reinmuth                | —         | MPC                           |
| 1863 Antinous      | 1948 EA    | 7 mar 1948  | Mount Hamilton       | C. A. Wirtanen             | —         | MPC                           |
| 1864 Daedalus      | 1971 FA    | 24 mar 1971 | Palomar              | T. Gehrels                 | —         | MPC                           |
| 1865 Cerberus      | 1971 UA    | 26 out 1971 | Hamburg-Bergedorf    | L. Kohoutek                | —         | MPC                           |
| 1866 Sisyphus      | 1972 XA    | 5 dez 1972  | Zimmerwald           | P. Wild                    | —         | MPC                           |
| 1867 Deiphobus     | 1971 EA    | 3 mar 1971  | El Leoncito          | C. U. Cesco                | —         | MPC                           |
| 1868 Thersites     | 2008 P-L   | 24 set 1960 | Palomar              | PLS                        | Vesta     | MPC                           |
| 1869 Philoctetes   | 4596 P-L   | 24 set 1960 | Palomar              | PLS                        | Vesta     | MPC                           |
| 1870 Glaukos       | 1971 FE    | 24 mar 1971 | Palomar              | PLS                        | —         | MPC                           |
| 1871 Astyanax      | 1971 FF    | 24 mar 1971 | Palomar              | PLS                        | —         | MPC                           |
| 1872 Helenos       | 1971 FG    | 24 mar 1971 | Palomar              | PLS                        | —         | MPC                           |
| 1873 Agenor        | 1971 FH    | 25 mar 1971 | Palomar              | PLS                        | —         | MPC                           |
| 1874 Kacivelia     | 1924 RC    | 5 set 1924  | Crimea-Simeis        | S. Belyavskyj              | —         | MPC                           |
| 1875 Neruda        | 1969 QQ    | 22 ago 1969 | Hamburg-Bergedorf    | L. Kohoutek                | —         | MPC                           |
| 1876 Napolitania   | 1970 BA    | 31 jan 1970 | Palomar              | C. T. Kowal                | —         | MPC                           |
| 1877 Marsden       | 1971 FC    | 24 mar 1971 | Palomar              | T. Gehrels                 | Juno      | MPC                           |
| 1878 Hughes        | 1933 QC    | 18 ago 1933 | Uccle                | E. Delporte                | —         | MPC                           |
| 1879 Broederstroom | 1935 UN    | 16 out 1935 | Johannesburg         | H. van Gent                | —         | MPC                           |
| 1880 McCrosky      | 1940 AN    | 13 jan 1940 | Heidelberg           | K. Reinmuth                | —         | MPC                           |
| 1881 Shao          | 1940 PC    | 3 ago 1940  | Heidelberg           | K. Reinmuth                | —         | MPC                           |
| 1882 Rauma         | 1941 UJ    | 15 out 1941 | Turku                | L. Oterma                  | Brangane  | MPC                           |
| 1883 Rimito        | 1942 XA    | 4 dez 1942  | Turku                | Y. Väisälä                 | —         | MPC                           |
| 1884 Skip          | 1943 EB1   | 2 mar 1943  | Nice                 | M. Laugier                 | —         | MPC                           |
| 1885 Herero        | 1948 PJ    | 9 ago 1948  | Johannesburg         | E. L. Johnson              | —         | MPC                           |
| 1886 Lowell        | 1949 MP    | 21 jun 1949 | Flagstaff            | H. L. Giclas               | —         | MPC                           |
| 1887 Virton        | 1950 TD    | 5 out 1950  | Uccle                | S. Arend                   | Brangane  | MPC                           |
| 1888 Zu Chong-Zhi  | 1964 VO1   | 9 nov 1964  | Nanking              | Purple Mountain Obs.       | —         | MPC                           |
| 1889 Pakhmutova    | 1968 BE    | 24 jan 1968 | Nauchnij             | L. I. Chernykh             | —         | MPC                           |
| 1890 Konoshenkova  | 1968 CD    | 6 fev 1968  | Nauchnij             | L. I. Chernykh             | —         | MPC                           |
| 1891 Gondola       | 1969 RA    | 11 set 1969 | Zimmerwald           | P. Wild                    | —         | MPC                           |
| 1892 Lucienne      | 1971 SD    | 16 set 1971 | Zimmerwald           | P. Wild                    | —         | MPC                           |
| 1893 Jakoba        | 1971 UD    | 20 out 1971 | Zimmerwald           | P. Wild                    | —         | MPC                           |
| 1894 Haffner       | 1971 UH    | 26 out 1971 | Hamburg-Bergedorf    | L. Kohoutek                | —         | MPC                           |
| 1895 Larink        | 1971 UZ    | 26 out 1971 | Hamburg-Bergedorf    | L. Kohoutek                | —         | MPC                           |
| 1896 Beer          | 1971 UC1   | 26 out 1971 | Hamburg-Bergedorf    | L. Kohoutek                | —         | MPC                           |
| 1897 Hind          | 1971 UE1   | 26 out 1971 | Hamburg-Bergedorf    | L. Kohoutek                | —         | MPC                           |
| 1898 Cowell        | 1971 UF1   | 26 out 1971 | Hamburg-Bergedorf    | L. Kohoutek                | —         | MPC                           |
| 1899 Crommelin     | 1971 UR1   | 26 out 1971 | Hamburg-Bergedorf    | L. Kohoutek                | —         | MPC                           |
| 1900 Katyusha      | 1971 YB    | 16 dez 1971 | Nauchnij             | T. M. Smirnova             | —         | MPC                           |

## 1901–2000
| Designação            | Designação | Descoberta  | Descoberta           | Descobridor(es)                    | Categoria | Mais informações / Referência |
| Permanente            | Provisória | Data        | Local                | Descobridor(es)                    | Categoria | Mais informações / Referência |
| --------------------- | ---------- | ----------- | -------------------- | ---------------------------------- | --------- | ----------------------------- |
| 1901 Moravia          | 1972 AD    | 14 jan 1972 | Hamburg-Bergedorf    | L. Kohoutek                        | —         | MPC                           |
| 1902 Shaposhnikov     | 1972 HU    | 18 abr 1972 | Nauchnij             | T. M. Smirnova                     | Juno      | MPC                           |
| 1903 Adzhimushkaj     | 1972 JL    | 9 mai 1972  | Nauchnij             | T. M. Smirnova                     | Brangane  | MPC                           |
| 1904 Massevitch       | 1972 JM    | 9 mai 1972  | Nauchnij             | T. M. Smirnova                     | —         | MPC                           |
| 1905 Ambartsumian     | 1972 JZ    | 14 mai 1972 | Nauchnij             | T. M. Smirnova                     | —         | MPC                           |
| 1906 Naef             | 1972 RC    | 5 set 1972  | Zimmerwald           | P. Wild                            | —         | MPC                           |
| 1907 Rudneva          | 1972 RC2   | 11 set 1972 | Nauchnij             | N. S. Chernykh                     | —         | MPC                           |
| 1908 Pobeda           | 1972 RL2   | 11 set 1972 | Nauchnij             | N. S. Chernykh                     | —         | MPC                           |
| 1909 Alekhin          | 1972 RW2   | 4 set 1972  | Nauchnij             | L. V. Zhuravleva                   | —         | MPC                           |
| 1910 Mikhailov        | 1972 TZ1   | 8 out 1972  | Nauchnij             | L. V. Zhuravleva                   | —         | MPC                           |
| 1911 Schubart         | 1973 UD    | 25 out 1973 | Zimmerwald           | P. Wild                            | Pallas    | MPC                           |
| 1912 Anubis           | 6534 P-L   | 24 set 1960 | Palomar              | PLS                                | —         | MPC                           |
| 1913 Sekanina         | 1928 SF    | 22 set 1928 | Heidelberg           | K. Reinmuth                        | —         | MPC                           |
| 1914 Hartbeespoortdam | 1930 SB1   | 28 set 1930 | Johannesburg         | H. van Gent                        | —         | MPC                           |
| 1915 Quetzálcoatl     | 1953 EA    | 9 mar 1953  | Palomar              | A. G. Wilson                       | —         | MPC                           |
| 1916 Bóreas           | 1953 RA    | 1 set 1953  | Uccle                | S. Arend                           | —         | MPC                           |
| 1917 Cuyo             | 1968 AA    | 1 jan 1968  | El Leoncito          | C. U. Cesco, A. G. Samuel          | —         | MPC                           |
| 1918 Aiguillon        | 1968 UA    | 19 out 1968 | Bordeaux             | G. Soulié                          | —         | MPC                           |
| 1919 Clemence         | 1971 SA    | 16 set 1971 | El Leoncito          | J. Gibson, C. U. Cesco             | Juno      | MPC                           |
| 1920 Sarmiento        | 1971 VO    | 11 nov 1971 | El Leoncito          | J. Gibson, C. U. Cesco             | —         | MPC                           |
| 1921 Pala             | 1973 SE    | 20 set 1973 | Palomar              | T. Gehrels                         | Pallas    | MPC                           |
| 1922 Zulu             | 1949 HC    | 25 abr 1949 | Johannesburg         | E. L. Johnson                      | Pallas    | MPC                           |
| 1923 Osiris           | 4011 P-L   | 24 set 1960 | Palomar              | PLS                                | —         | MPC                           |
| 1924 Horus            | 4023 P-L   | 24 set 1960 | Palomar              | PLS                                | —         | MPC                           |
| 1925 Franklin-Adams   | 1934 RY    | 9 set 1934  | Johannesburg         | H. van Gent                        | —         | MPC                           |
| 1926 Demiddelaer      | 1935 JA    | 2 mai 1935  | Uccle                | E. Delporte                        | Phocaea   | MPC                           |
| 1927 Suvanto          | 1936 FP    | 18 mar 1936 | Turku                | R. Suvanto                         | —         | MPC                           |
| 1928 Summa            | 1938 SO    | 21 set 1938 | Turku                | Y. Väisälä                         | —         | MPC                           |
| 1929 Kollaa           | 1939 BS    | 20 jan 1939 | Turku                | Y. Väisälä                         | —         | MPC                           |
| 1930 Lucifer          | 1964 UA    | 29 out 1964 | USNO Flagstaff       | E. Roemer                          | —         | MPC                           |
| 1931 Capek            | 1969 QB    | 22 ago 1969 | Hamburg-Bergedorf    | L. Kohoutek                        | —         | MPC                           |
| 1932 Jansky           | 1971 UB1   | 26 out 1971 | Hamburg-Bergedorf    | L. Kohoutek                        | —         | MPC                           |
| 1933 Tinchen          | 1972 AC    | 14 jan 1972 | Hamburg-Bergedorf    | L. Kohoutek                        | —         | MPC                           |
| 1934 Jeffers          | 1972 XB    | 2 dez 1972  | Mount Hamilton       | A. R. Klemola                      | —         | MPC                           |
| 1935 Lucerna          | 1973 RB    | 2 set 1973  | Zimmerwald           | P. Wild                            | —         | MPC                           |
| 1936 Lugano           | 1973 WD    | 24 nov 1973 | Zimmerwald           | P. Wild                            | —         | MPC                           |
| 1937 Locarno          | 1973 YA    | 19 dez 1973 | Zimmerwald           | P. Wild                            | —         | MPC                           |
| 1938 Lausanna         | 1974 HC    | 19 abr 1974 | Zimmerwald           | P. Wild                            | —         | MPC                           |
| 1939 Loretta          | 1974 UC    | 17 out 1974 | Palomar              | C. T. Kowal                        | —         | MPC                           |
| 1940 Whipple          | 1975 CA    | 2 fev 1975  | Harvard Observatory  | Harvard Obs.                       | —         | MPC                           |
| 1941 Wild             | 1931 TN1   | 6 out 1931  | Heidelberg           | K. Reinmuth                        | Pallas    | MPC                           |
| 1942 Jablunka         | 1972 SA    | 30 set 1972 | Hamburg-Bergedorf    | L. Kohoutek                        | —         | MPC                           |
| 1943 Anteros          | 1973 EC    | 13 mar 1973 | El Leoncito          | J. Gibson                          | —         | MPC                           |
| 1944 Gunter           | 1925 RA    | 14 set 1925 | Heidelberg           | K. Reinmuth                        | —         | MPC                           |
| 1945 Wesselink        | 1930 OL    | 22 jul 1930 | Johannesburg         | H. van Gent                        | —         | MPC                           |
| 1946 Walraven         | 1931 PH    | 8 ago 1931  | Johannesburg         | H. van Gent                        | —         | MPC                           |
| 1947 Iso-Heikkila     | 1935 EA    | 4 mar 1935  | Turku                | Y. Väisälä                         | Brangane  | MPC                           |
| 1948 Kampala          | 1935 GL    | 3 abr 1935  | Johannesburg         | C. Jackson                         | —         | MPC                           |
| 1949 Messina          | 1936 NE    | 8 jul 1936  | Johannesburg         | C. Jackson                         | —         | MPC                           |
| 1950 Wempe            | 1942 EO    | 23 mar 1942 | Heidelberg           | K. Reinmuth                        | —         | MPC                           |
| 1951 Lick             | 1949 OA    | 26 jul 1949 | Mount Hamilton       | C. A. Wirtanen                     | —         | MPC                           |
| 1952 Hesburgh         | 1951 JC    | 3 mai 1951  | Brooklyn             | Indiana University                 | —         | MPC                           |
| 1953 Rupertwildt      | 1951 UK    | 29 out 1951 | Brooklyn             | Indiana University                 | —         | MPC                           |
| 1954 Kukarkin         | 1952 PH    | 15 ago 1952 | Crimea-Simeis        | P. F. Shajn                        | —         | MPC                           |
| 1955 McMath           | 1963 SR    | 22 set 1963 | Brooklyn             | Indiana University                 | —         | MPC                           |
| 1956 Artek            | 1969 TX1   | 8 out 1969  | Nauchnij             | L. I. Chernykh                     | —         | MPC                           |
| 1957 Angara           | 1970 GF    | 1 abr 1970  | Nauchnij             | L. I. Chernykh                     | Brangane  | MPC                           |
| 1958 Chandra          | 1970 SB    | 24 set 1970 | El Leoncito          | C. U. Cesco                        | —         | MPC                           |
| 1959 Karbyshev        | 1972 NB    | 14 jul 1972 | Nauchnij             | L. V. Zhuravleva                   | —         | MPC                           |
| 1960 Guisan           | 1973 UA    | 25 out 1973 | Zimmerwald           | P. Wild                            | —         | MPC                           |
| 1961 Dufour           | 1973 WA    | 19 nov 1973 | Zimmerwald           | P. Wild                            | —         | MPC                           |
| 1962 Dunant           | 1973 WE    | 24 nov 1973 | Zimmerwald           | P. Wild                            | —         | MPC                           |
| 1963 Bezovec          | 1975 CB    | 9 fev 1975  | Hamburg-Bergedorf    | L. Kohoutek                        | —         | MPC                           |
| 1964 Luyten           | 2007 P-L   | 24 set 1960 | Palomar              | PLS                                | —         | MPC                           |
| 1965 van de Kamp      | 2521 P-L   | 24 set 1960 | Palomar              | PLS                                | —         | MPC                           |
| 1966 Tristan          | 2552 P-L   | 24 set 1960 | Palomar              | PLS                                | —         | MPC                           |
| 1967 Menzel           | 1905 VC    | 1 nov 1905  | Heidelberg           | M. F. Wolf                         | —         | MPC                           |
| 1968 Mehltretter      | 1932 BK    | 29 jan 1932 | Heidelberg           | K. Reinmuth                        | —         | MPC                           |
| 1969 Alain            | 1935 CG    | 3 fev 1935  | Uccle                | S. Arend                           | —         | MPC                           |
| 1970 Sumeria          | 1954 ER    | 12 mar 1954 | La Plata Observatory | M. Itzigsohn                       | —         | MPC                           |
| 1971 Hagihara         | 1955 RD1   | 14 set 1955 | Brooklyn             | Indiana University                 | Brangane  | MPC                           |
| 1972 Yi Xing          | 1964 VQ1   | 9 nov 1964  | Nanking              | Purple Mountain Obs.               | —         | MPC                           |
| 1973 Colocolo         | 1968 OA    | 18 jul 1968 | Cerro El Roble       | C. Torres, S. Cofré                | —         | MPC                           |
| 1974 Caupolican       | 1968 OE    | 18 jul 1968 | Cerro El Roble       | C. Torres, S. Cofré                | —         | MPC                           |
| 1975 Pikelner         | 1969 PH    | 11 ago 1969 | Nauchnij             | L. I. Chernykh                     | —         | MPC                           |
| 1976 Kaverin          | 1970 GC    | 1 abr 1970  | Nauchnij             | L. I. Chernykh                     | —         | MPC                           |
| 1977 Shura            | 1970 QY    | 30 ago 1970 | Nauchnij             | T. M. Smirnova                     | —         | MPC                           |
| 1978 Patrice          | 1971 LD    | 13 jun 1971 | Bickley              | Perth Obs.                         | —         | MPC                           |
| 1979 Sakharov         | 2006 P-L   | 24 set 1960 | Palomar              | PLS                                | —         | MPC                           |
| 1980 Tezcatlipoca     | 1950 LA    | 19 jun 1950 | Palomar              | A. G. Wilson, Å. A. E. Wallenquist | —         | MPC                           |
| 1981 Midas            | 1973 EA    | 6 mar 1973  | Palomar              | C. T. Kowal                        | —         | MPC                           |
| 1982 Cline            | 1975 VA    | 4 nov 1975  | Palomar              | E. F. Helin                        | —         | MPC                           |
| 1983 Bok              | 1975 LB    | 9 jun 1975  | Tucson               | E. Roemer                          | —         | MPC                           |
| 1984 Fedynskij        | 1926 TN    | 10 out 1926 | Crimea-Simeis        | S. Belyavskyj                      | —         | MPC                           |
| 1985 Hopmann          | 1929 AE    | 13 jan 1929 | Heidelberg           | K. Reinmuth                        | —         | MPC                           |
| 1986 Plaut            | 1935 SV1   | 28 set 1935 | Johannesburg         | H. van Gent                        | —         | MPC                           |
| 1987 Kaplan           | 1952 RH    | 11 set 1952 | Crimea-Simeis        | P. F. Shajn                        | —         | MPC                           |
| 1988 Delores          | 1952 SV    | 28 set 1952 | Brooklyn             | Indiana University                 | —         | MPC                           |
| 1989 Tatry            | 1955 FG    | 20 mar 1955 | Skalnaté Pleso       | A. Paroubek, R. Podstanická        | —         | MPC                           |
| 1990 Pilcher          | 1956 EE    | 9 mar 1956  | Heidelberg           | K. Reinmuth                        | —         | MPC                           |
| 1991 Darwin           | 1967 JL    | 6 mai 1967  | El Leoncito          | C. U. Cesco, A. R. Klemola         | —         | MPC                           |
| 1992 Galvarino        | 1968 OD    | 18 jul 1968 | Cerro El Roble       | C. Torres, S. Cofré                | —         | MPC                           |
| 1993 Guacolda         | 1968 OH1   | 25 jul 1968 | Cerro El Roble       | G. A. Plyugin, Yu. A. Belyaev      | —         | MPC                           |
| 1994 Shane            | 1961 TE    | 4 out 1961  | Brooklyn             | Indiana University                 | —         | MPC                           |
| 1995 Hajek            | 1971 UP1   | 26 out 1971 | Hamburg-Bergedorf    | L. Kohoutek                        | —         | MPC                           |
| 1996 Adams            | 1961 UA    | 16 out 1961 | Brooklyn             | Indiana University                 | —         | MPC                           |
| 1997 Leverrier        | 1963 RC    | 14 set 1963 | Brooklyn             | Indiana University                 | —         | MPC                           |
| 1998 Titius           | 1938 DX1   | 24 fev 1938 | Heidelberg           | A. Bohrmann                        | —         | MPC                           |
| 1999 Hirayama         | 1973 DR    | 27 fev 1973 | Hamburg-Bergedorf    | L. Kohoutek                        | —         | MPC                           |
| 2000 Herschel         | 1960 OA    | 29 jul 1960 | Sonneberg            | J. Schubart                        | —         | MPC                           |